# Guerra cambogiano-vietnamita
La guerra cambogiano-vietnamita, talvolta indicata anche come terza guerra d'Indocina, fu un lungo conflitto che interessò dall'aprile del 1977 all'ottobre del 1991 il territorio della Cambogia e le zone limitrofe a questa di Vietnam e Thailandia; il conflitto ebbe origine dalle dispute territoriali esistenti tra Cambogia e Vietnam: inizialmente su piccola scala, gli scontri di confine tra le forze armate delle due nazioni e le incursioni transfrontaliere si trasformarono in una guerra aperta, culminata con l'invasione vietnamita della Cambogia e la sua completa occupazione.
A dispetto della passata alleanza nel corso della guerra civile in Cambogia tra le forze vietnamite e quelle del locale movimento comunista degli Khmer Rossi, la dirigenza del nuovo governo della Kampuchea Democratica, capitanata da Pol Pot e Khieu Samphan, decise di portare avanti con le armi le vecchie dispute di confine esistenti con il Vietnam; dopo due anni di sanguinose incursioni e rappresaglie reciproche, il governo di Hanoi decise di intervenire con forza e nel dicembre del 1978 diede avvio a un'invasione su vasta scala della Cambogia, culminata con la presa della capitale Phnom Penh il 7 gennaio 1979. 
La Kampuchea Democratica venne abbattuta e al suo posto fu istituito il governo filo-vietnamita della Repubblica Popolare di Kampuchea, ma ciò non portò alla fine della lotta: ritiratisi nelle regioni della Cambogia occidentale, da dove potevano sfruttare i rifugi sicuri offerti dalla vicinanza del confine con la Thailandia, gli Khmer Rossi diedero avvio a un vasto movimento guerrigliero contro l'occupazione vietnamita, venendo poi affiancati da due nuove formazioni anticomuniste: il Fronte di Liberazione Nazionale del Popolo Khmer di Son Sann e il Funcinpec dell'ex re di Cambogia Norodom Sihanouk. Benché divisa da forti contrasti ideologici, la guerriglia cambogiana fu infine in grado di fare fronte comune contro gli invasori, costituendo nel 1982 un "Governo di coalizione della Kampuchea Democratica" (GCKD).
Prostrati da un lungo e inconcludente conflitto con le forze guerrigliere e con la propria economia a pezzi a causa dell'isolamento internazionale causato dall'occupazione, i vietnamiti misero in atto un progressivo ritiro delle proprie forze dalla Cambogia, conclusosi sul finire del 1989. Al tempo stesso la leadership della Repubblica Popolare di Kampuchea cercò una via negoziata per la conclusione del conflitto: il 23 ottobre 1991 i vari antagonisti cambogiani firmarono gli accordi di pace di Parigi, concludendo il conflitto e aprendo una fase di stabilità e pacificazione della Cambogia.

## Antefatti

### La Cambogia e il Vietnam
I rapporti più o meno conflittuali tra Cambogia e Vietnam erano di vecchia data. La civiltà cambogiana dell'Impero Khmer subì l'influenza del vicino Vietnam fin dal XIII secolo, anche se fu solo a partire dai primi anni del XVIII secolo che i vietnamiti iniziarono a esercitare un controllo diretto sulla Cambogia; nel 1806 il re Ang Chan II fu messo sul trono di Cambogia con l'aiuto dei vietnamiti, i quali a partire dal 1834 iniziarono a colonizzare il Paese e a trattarlo come una propria "provincia": i vietnamiti tentarono di eradicare la cultura khmer, gruppo etnico dominante in Cambogia, più affine alla cultura dell'India invece che a quella cinese che caratterizzava il Vietnam e anche sotto l'influenza coloniale della Francia obbligarono il Paese a cedere vaste porzioni di territorio, in particolare la regione del delta del Mekong e le future province di Tay Ninh e di Saigon. La riconquista di questi territori perduti sarebbe poi stata un tema centrale del nazionalismo cambogiano nel corso del XX secolo.

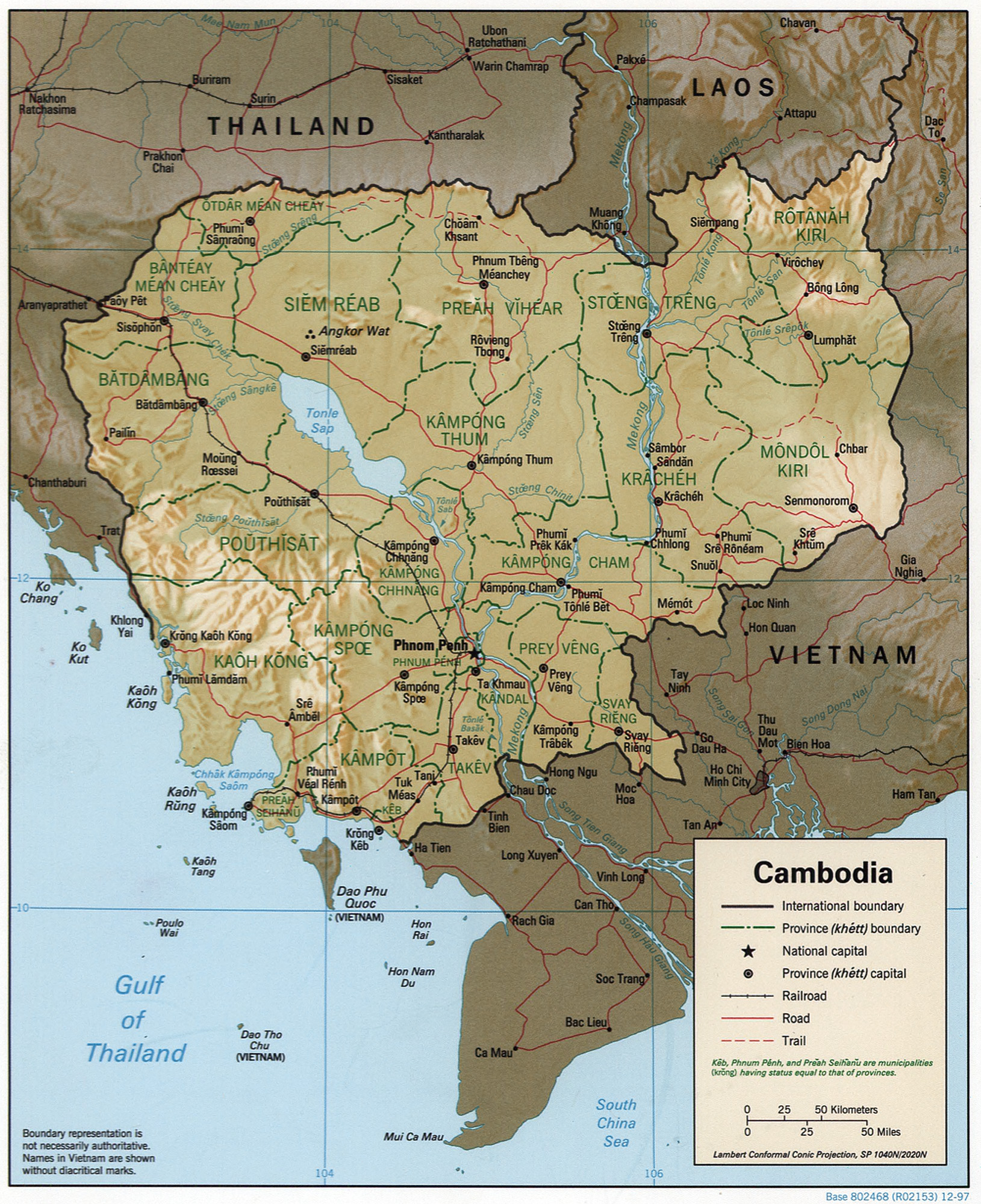
Carta della Cambogia e delle regioni limitrofe.

Il movimento comunista prese piede in Cambogia e in Vietnam nel periodo immediatamente precedente la seconda guerra mondiale con la fondazione, nel 1930, del Partito Comunista Indocinese: benché si proponesse come obiettivo primario la liberazione dell'intera Indocina dal dominio coloniale francese, il partito era però dominato dai vietnamiti. Nel 1941 il leader vietnamita Ho Chi Minh fondò la "Lega per l'indipendenza del Vietnam" (in lingua vietnamita Việt Nam Độc lập Đồng minh Hội, meglio nota come "Viet Minh") e subito dopo il secondo conflitto mondiale iniziò una guerra aperta per ottenere la fine del dominio francese, appena restaurato dopo il periodo dell'occupazione giapponese; durante la guerra d'Indocina, tra Francia e Viet Minh, il territorio della Cambogia fu utilizzato come zona di transito dai guerriglieri vietnamiti per portare nel sud del Paese armi ed equipaggiamenti dalle loro basi principali, poste lungo il confine con la Cina a nord, un ruolo destinato a protrarsi anche successivamente. 
Nel 1951 i vietnamiti guidarono la fondazione del primo partito comunista cambogiano, il Partito Rivoluzionario del Popolo Kampucheano (PRPK), il quale, in alleanza con il movimento nazionalista e antimonarchico degli Khmer Serei ("Liberi Khmer"), portò avanti una limitata guerriglia contro la Francia e il regime-fantoccio da lei instaurato in Cambogia sotto il re Norodom Sihanouk; il conflitto ebbe termine nel 1954 con gli accordi di Ginevra: Cambogia, Laos e Vietnam (quest'ultimo diviso in un nord comunista e in un sud nazionalista) ottennero l'indipendenza, e i guerriglieri Viet Minh lasciarono il territorio cambogiano.

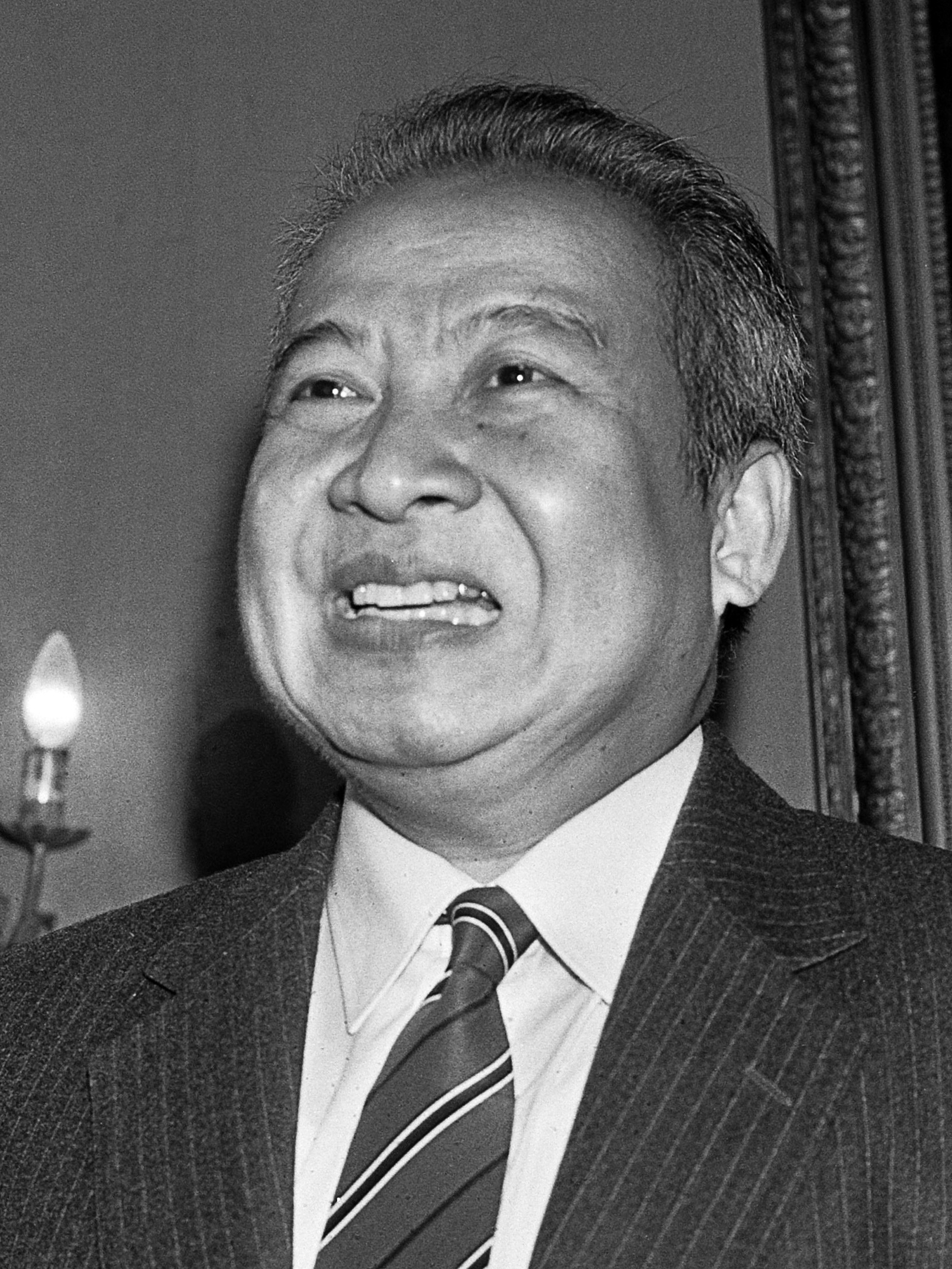
Norodom Sihanouk, prima re di Cambogia, poi presidente della Kampuchea Democratica, poi ancora leader del movimento guerrigliero del Funcinpec.

La partenza dei membri vietnamiti provocò un vuoto di potere in seno alla dirigenza del PRPK, subito colmato dal ritorno in patria di una serie di giovani esponenti comunisti cambogiani formatisi prevalentemente in Francia: nel 1960 il PRPK cambiò nome in "Partito Comunista di Kampuchea" (PCK), e alla sua guida si pose una coalizione composta da Saloth Sar (meglio noto come Pol Pot), Ieng Sary e Khieu Samphan; l'ideologia del partito, i cui membri furono soprannominati "Khmer Rossi", virò decisamente verso la dottrina maoista, mantenendo anche una forte connotazione nazionalista: gli Khmer Rossi puntarono ad abbattere la struttura dello stato cambogiano, giudicata feudale, capitalista e governata dall'agenda di interessi di una élite di proprietari terrieri e imperialisti, per instaurare al suo posto una società priva di classi e basata interamente su cittadini-lavoratori. La radicale ideologia del PCK trovò tuttavia scarso seguito nella massa della popolazione cambogiana e gli Khmer Rossi dovettero orientarsi progressivamente su un sentimento ultra-nazionalistico e anti-vietnamita (oltre che su una repressione spietata di ogni dissenso) per mantenere un certo seguito.
Nel corso della guerra del Vietnam i comunisti vietnamiti tornarono a utilizzare il territorio cambogiano come base per le incursioni contro il Vietnam del Sud e i suoi alleati statunitensi: la destabilizzazione data dalla presenza dei guerriglieri comunisti e dalle incursioni delle forze alleate provocarono il crollo del regime del re Sihanouk, il quale aveva cercato di mantenersi equidistante tra le parti in conflitto, e la costituzione di una Repubblica Khmer filo-statunitense sotto il generale Lon Nol; nella seguente guerra civile cambogiana un "Fronte Unito della Kampuchea" composto dagli Khmer Rossi e da altri movimenti minori loro alleati (come gli Khmer Rumdo di Sihanouk o i gruppi rappresentativi della minoranza vietnamita in Cambogia), spalleggiato sul campo dai reparti vietnamiti e rifornito di armi dai cinesi, fu ben presto capace di sconfiggere le forze della Repubblica Khmer, prendendo la capitale Phnom Penh nell'aprile del 1975 e rovesciando il regime di Lon Nol.
Il Fronte Unito proclamò la nascita della Kampuchea Democratica, con Sihanouk come capo di Stato ma con il potere vero concentrato nelle mani di Pol Pot, primo ministro e segretario del PCK, e dei suoi fedelissimi; il nuovo governo instaurò sulla Cambogia un regime spietato e sanguinario: la popolazione fu evacuata a forza dai centri urbani e trasferita in comuni agricole dove fu obbligata ai lavori nei campi e a lunghe sessioni di "rieducazione", con scarsi rifornimenti alimentari e con torture e punizioni spietate per ogni minima forma di dissenso. Tutti coloro che avevano avuto rapporti, anche minoritari, con le istituzioni della passata Repubblica Khmer furono epurati e massacrati, eliminando praticamente l'intera classe dirigente e intellettuale della Cambogia; persecuzioni di ogni tipo furono inflitte ai gruppi religiosi, mentre massacri colpirono anche le minoranze etniche presenti sul suolo cambogiano, come i musulmani Chăm, i vietnamiti delle regioni orientali e i thai di quelle settentrionali. Il nuovo Governo escluse il Paese da ogni contatto con l'esterno, mantenendo relazioni amichevoli solo con la Cina, con la quale fu sottoscritto un trattato di amicizia e cooperazione; i rapporti con gli ex alleati vietnamiti, invece, iniziarono a peggiorare fin dall'inizio.

### Verso la guerra

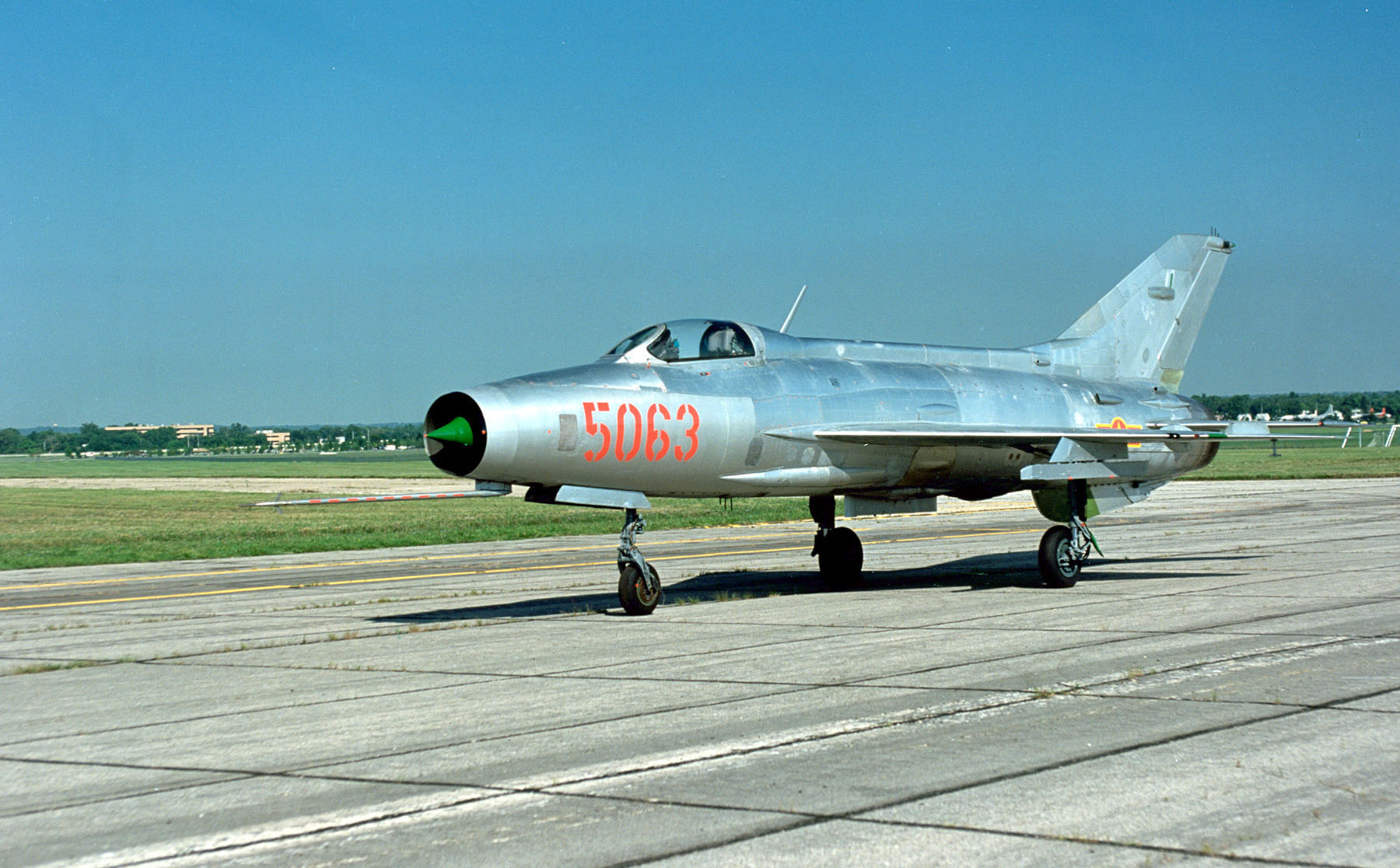
Un caccia MiG-21 con i colori dell'aeronautica militare vietnamita.

La fine della guerra del Vietnam il 30 aprile 1975 e la riunificazione di Nord e Sud sotto la guida del governo comunista di Hanoi portarono immediatamente a un nuovo conflitto. Benché i vietnamiti avessero combattuto fianco a fianco degli Khmer Rossi durante la guerra civile cambogiana, i rapporti tra i due alleati erano stati speso difficili se non apertamente conflittuali, e già nell'agosto del 1973 si erano sviluppati limitati scontri armati tra reparti opposti; i leader della Kampuchea Democratica continuavano a guardare con sospetto il Vietnam recentemente riunificato, e soprattutto il suo sogno di costituire una federazione indocinese guidata da Hanoi. Benché il grosso dei reparti vietnamiti schierati in Cambogia fossero stati ritirati già a partire dal 1974, le tensioni tra i due vicini continuarono a crescere e il 1º maggio 1975 truppe della Kampuchea invasero l'isola vietnamita di Phú Quốc, parte dei territori da tempo contesi tra i due Stati, mentre il 10 maggio reparti cambogiani occuparono l'isola di Thổ Chu, dove i 500 abitanti vietnamiti furono deportati in Cambogia e qui in gran parte massacrati; la reazione di Hanoi non si fece attendere, ed entro il 27 maggio i reparti vietnamiti avevano riconquistato entrambe le isole, passando anche al contrattacco e occupando l'isola cambogiana di Koh Wai, poi evacuata nell'agosto seguente.

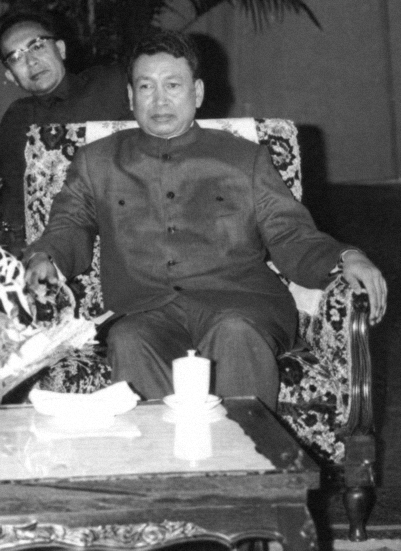
Pol Pot, leader indiscusso dei Khmer rossi.

Nel giugno del 1975 Pol Pot si recò in visita ad Hanoi, proponendo alla dirigenza vietnamita la firma di un trattato di amicizia tra le due nazioni e l'avvio di negoziati per la risoluzione delle controversie territoriali, negoziati però mai concretamente avviati. Sporadici scontri di frontiera continuarono per tutto il 1976, e il 25 febbraio l'aeronautica vietnamita (Không Quân Nhân Dân Việt Nam) compì la sua prima incursione in territorio cambogiano quando un caccia MiG-21, decollato da Pakse nel Laos, bombardò la città di Siem Reap come rappresaglia per lo sconfinamento di un reparto di Khmer Rossi in Vietnam; contemporaneamente, tuttavia, le leadership dei due Paesi tentarono di mantenere rapporti cordiali e di instaurare normali relazioni diplomatiche e commerciali, come quando il 21 settembre 1976 venne inaugurato il primo collegamento aereo civile tra Hanoi e Phnom Penh. Per la fine del 1976, tuttavia, benché a prima vista i rapporti tra i politici vietnamiti e cambogiano fossero migliorati, in privato i sospetti reciproci continuavano a crescere: dal punto di vista dei vietnamiti, Hanoi deteneva il patronato delle rivoluzioni marxiste-leniniste in tutto il sud-est asiatico e aveva quindi tutti i diritti di esercitare un'influenza sugli altri Paesi socialisti della regione; il supporto militare dato agli Khmer Rossi durante la guerra civile cambogiana, come del resto quello dato al Pathet Lao durante il conflitto in Laos, era rivolto fondamentalmente a far assumere a questi movimenti un atteggiamento sostanzialmente pro-Vietnam.
Contemporaneamente, a Phnom Penh, la classe politica della Kampuchea Democratica nutriva paure e sospetti nei confronti della leadership di Hanoi, anche per via della storica dominanza esercitata dal Vietnam sulla Cambogia: dal punto di vista dei cambogiani la strategia vietnamita per dominare l'intera Indocina prevedeva l'infiltrazione dei movimenti comunisti locali con quadri e personale fedele ad Hanoi, e per tale ragione subito dopo la fine della guerra civile gli Khmer Rossi addestrati in Vietnam e più in generale gli esponenti considerati filo-vietnamiti furono immediatamente purgati dai ranghi dell'esercito e dell'amministrazione e giustiziati; in seguito, in un crescendo di trionfalismo, la leadership di Phnom Penh si convinse di poter battere il Vietnam in un confronto militare aperto, sovrastimando i suoi successi riportati contro gli Stati Uniti durante la guerra civile.

## La guerra

### Primi scontri
Il 17 aprile 1977 i media statali del Vietnam inviarono a Phnom Penh le congratulazioni ufficiali del governo vietnamita per il secondo anniversario della fondazione della Kampuchea Democratica; per tutta risposta, il 30 aprile truppe cambogiane sconfinarono in Vietnam e attaccarono la provincia di An Giang e la città di Chau Doc, uccidendo centinaia di civili vietnamiti. L'Esercito Popolare Vietnamita (Quân Đội Nhân Dân Việt Nam o EPV) rispose ammassando truppe alla frontiera cambogiana, e ai primi di maggio tre divisioni vietnamite attraversarono il confine tra Cambogia e Laos penetrando per 16 km nella provincia di Ratanakiri; il 7 giugno 1977 il governo di Hanoi avanzò la proposta di indire una conferenza ad alto livello tra le due amministrazioni onde discutere dei continui incidenti di frontiera, mentre il 18 giugno il governo cambogiano replicò chiedendo l'immediato ripiegamento dei reparti vietnamiti dalle regioni contese e la creazione di una zona demilitarizzata tra le opposte forze.

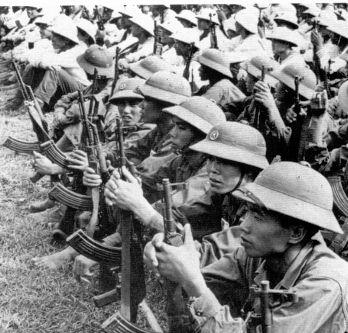
Un gruppo di soldati vietnamiti.

Entrambe le parti ignorarono le proposte dell'altra, e le operazioni militari continuarono in un crescendo di intensità. Nel settembre del 1977 l'artiglieria cambogiana bombardò diversi villaggi sul lato opposto della frontiera, e sei villaggi nella provincia di Dong Thap furono occupati da reparti di Khmer Rossi; pochi giorni dopo sei divisioni cambogiane sconfinarono per dieci chilometri nella provincia di Tay Ninh, dove uccisero più di 1 000 civili vietnamiti. Il ministro della Difesa vietnamita Võ Nguyên Giáp ordinò all'EPV di preparare una risposta su vasta scala, e a metà settembre una divisione vietnamita appoggiata da reparti corazzati e dall'aviazione riprese il terreno perduto nella provincia di Tay Ninh sconfinando poi per 20 km in territorio cambogiano, mentre una seconda divisione si spingeva fino alla cittadina di Mimot, più a nord; una controffensiva cambogiana spinse i vietnamiti a ripiegare oltre il confine, ma ai primi di novembre reparti corazzati dell'EPV accerchiarono la città di Svay Rieng prendendo in trappola diverse centinaia di Khmer Rossi, mentre altre colonne lanciavano puntate verso Takéo e Kampot, sulla costa.
Il 16 dicembre 1977 i vietnamiti scatenarono la loro più vasta operazione militare dai tempi della "campagna di Ho Chi Minh": 60 000 soldati di cinque divisioni, appoggiati da carri armati, veicoli trasporto truppe, aerei ed elicotteri, penetrarono in Cambogia da più direzioni, puntando ad occupare tutto il territorio cambogiano a est del fiume Mekong; carri armati T-54 di costruzione sovietica e veicoli per la fanteria M113 statunitensi catturati durante la precedente guerra avanzarono lungo la Route coloniale 1 ("Strada coloniale 1", vecchia arteria stradale costruita ai tempi della dominazione francese), aggirarono le difese cambogiane a Svay Rieng e puntarono su Neak Leung, lungo il basso corso del Mekong, mentre un'altra colonna occupava la provincia di Mondulkiri più a nord ed elementi di una sesta divisione sconfinavano dal Laos in direzione di Stung Treng. Le principali unità cambogiane schierate a oriente del Mekong furono messe in rotta con gravi perdite, ma a dispetto di ciò il governo di Phnom Penh continuò a mantenere un atteggiamento di aperta sfida e il 31 dicembre 1977 Khieu Samphan, nuovo presidente della Kampuchea Democratica dopo la deposizione di Sihanouk nell'aprile del 1976, rilasciò una dichiarazione in cui pretese l'immediato ritiro dei reparti vietnamiti dal "sacro" suolo cambogiano.
Per il 6 gennaio 1978 i reparti avanzati vietnamiti si trovavano a solo 38 km dalla periferia di Phnom Penh, ma il governo di Hanoi decise di fermare l'offensiva e di dare inizio a una ritirata generale sulle posizioni di partenza, visti i rinnovati contrattacchi cambogiani e l'evidente fallimento politico nel riportare la leadership della Kampuchea Democratica a più miti consigli; gran parte del territorio occupato fu liberato dai reparti cambogiani entro i primi di febbraio, ma in ogni caso l'offensiva vietnamita aveva portato alla distruzione di un gran numero di unità degli Khmer Rossi e alla liberazione dai campi di prigionia di un buon numero di dissidenti e oppositori politici del regime di Pol Pot.

### Il conflitto precipita
Il ripiegamento oltre frontiera dei reparti vietnamiti fu salutato come una grande vittoria dal governo della Kampuchea Democratica, che si lanciò in comunicati dai toni trionfalistici; a dispetto dei pensieri dei politici di Phnom Penh, tuttavia, la sproporzione sul piano militare tra le due nazioni rimaneva ampia: l'esercito vietnamita poteva annoverare un organico di 615 000 soldati con circa 900 carri armati, appoggiati da un'aviazione militare forte di 300 aerei da combattimento, mentre all'opposto l'Esercito Rivoluzionario della Kampuchea (ERK) metteva in campo poco più di 70 000 soldati con un pugno di carri armati, 200 veicoli blindati e una limitatissima capacità aerea. La popolazione vietnamita, benché impoverita dalle devastazioni della precedente guerra, si trovava in buone condizioni fisiche mentre all'opposto gli abitanti della Cambogia erano prostrati dal duro lavoro, dalla fame e dalle malattie causate dallo spietato programma economico degli Khmer Rossi.
La leadership di Phnom Penh continuò con le sue provocazioni militari anche nel 1978, e in gennaio unità cambogiane attaccarono alcuni avamposti vietnamiti vicino alla città di Ha Tien. Per prevenire una nuova escalation militare, tra il 9 gennaio e il 20 febbraio 1978 il ministro degli Esteri vietnamita Phan Hien si recò più volte a Pechino per discutere con i rappresentanti della Kampuchea sotto la mediazione dei cinesi, discussioni che alla fine si rivelarono totalmente infruttuose. Il 18 gennaio la Cina tentò una mediazione diretta tra le due parti quando la vice premier cinese Deng Yingchao si recò in visita a Phnom Penh, dove tuttavia le sue proposte sbatterono contro l'ostinata resistenza dei vertici politici cambogiani. Contemporaneamente, i vietnamiti tentarono alcuni abboccamenti con militari di alto grado cambogiani per favorire un colpo di Stato che rovesciasse il regime di Pol Pot: contatti segreti furono presi con So Phim, leader della Regione militare orientale della Kampuchea, perché organizzasse una rivolta militare sostenuta dal Vietnam, ma l'accordo fu scoperto dagli Khmer Rossi e Pol Pot ordinò un'immediata epurazione; So Phim si suicidò, mentre il suo vice Heng Samrin si rifugiò in Vietnam insieme a diversi funzionari della Regione orientale.

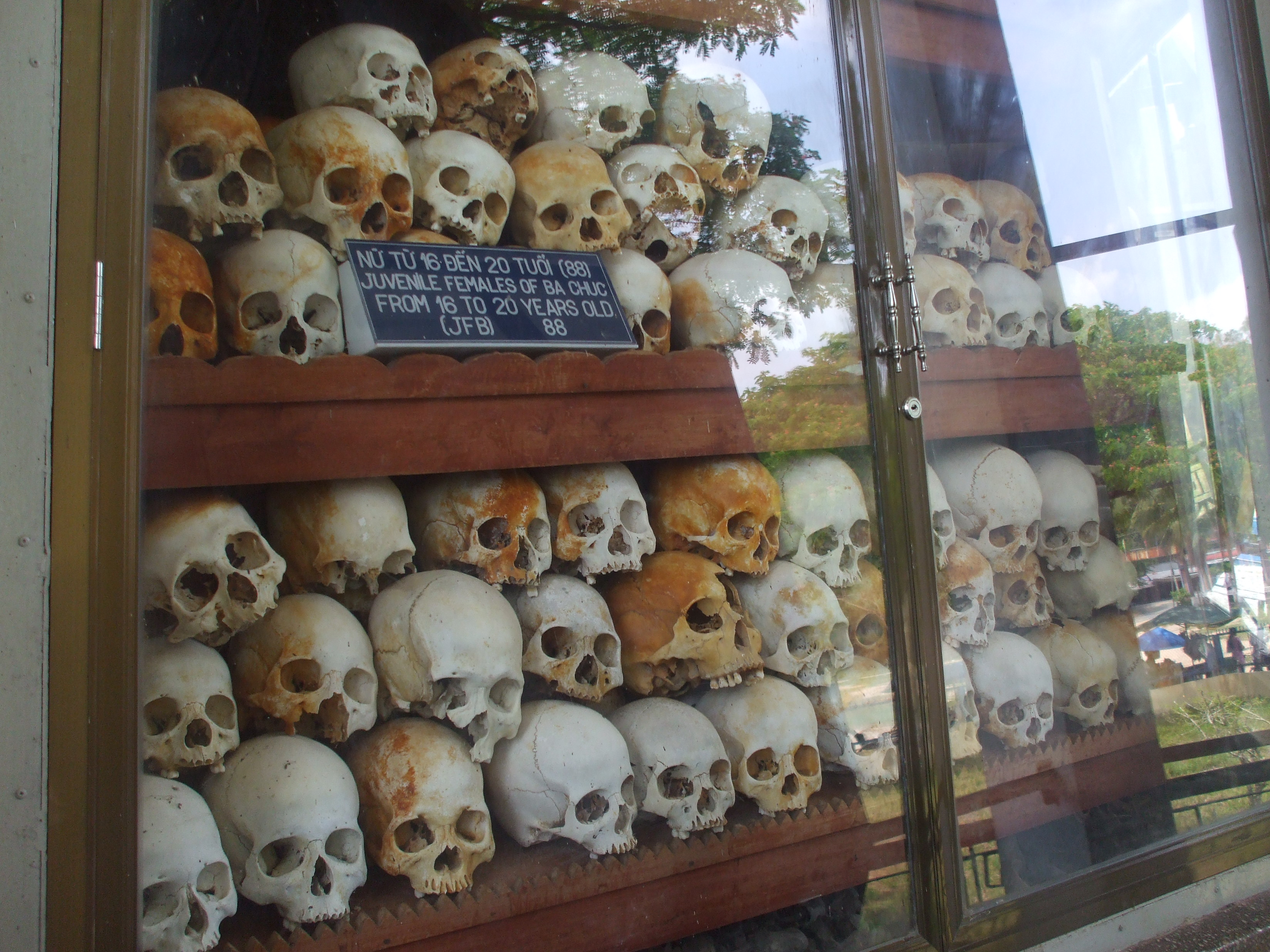
I resti delle vittime vietnamite del massacro di Ba Chúc del 18 aprile 1978.

Il 12 aprile 1978 il governo della Kampuchea Democratica dichiarò che i negoziati con il Vietnam sarebbero ripresi se i vietnamiti avessero accettato una serie di pre-condizioni, tra cui il riconoscimento della sovranità cambogiana e un cessate il fuoco preliminare di sette mesi; davanti al rifiuto di Hanoi di sottoscrivere un simile accordo, il 18 aprile seguente due divisioni cambogiane sconfinarono per due chilometri nella provincia di An Giang, massacrando più di 3 000 civili vietnamiti nel villaggio di Ba Chúc. La risposta vietnamita venne in giugno quando, dopo ripetuti attacchi aerei che provocarono diverse vittime cambogiane, un gruppo di combattimento invase nuovamente la Cambogia orientale e prese le cittadine di Suong e Prey Veng entro la fine del mese; ancora una volta, tuttavia, non appena i vietnamiti si furono ritirati i cambogiani riportarono le loro forze sul confine e ripresero a bombardare con l'artiglieria i villaggi posti sull'altro lato della frontiera.
Già dal febbraio del 1978 la leadership di Hanoi aveva preso in considerazione l'idea di rovesciare il regime degli Khmer Rossi tramite un'invasione militare su vasta scala, ipotesi che prese sempre più consistenza durante la seconda metà dell'anno. Il conflitto cambogiano-vietnamita stava ormai andando ad inserirsi in un ambito di più vasta portata: dopo la fine della guerra contro gli Stati Uniti e la riunificazione nazionale, il Vietnam aveva dovuto iniziare a prendere una posizione in merito alla lunga crisi politico-diplomatica tra Cina e Unione Sovietica, abbandonando la linea della neutralità e dell'equidistanza tra i due blocchi fino a quel momento perseguita; temendo che l'egemonia di Pechino avrebbe soffocato la sua aspirazione a divenire una potenza regionale e indispettito dal sostegno cinese al regime maoista di Pol Pot, il Vietnam scelse l'alleanza con l'URSS e il 3 novembre 1978 le due nazioni siglarono un trattato di amicizia e cooperazione che garantì ai vietnamiti, oltre al sostegno di Mosca in caso di ingerenza dei cinesi nella crisi cambogiana, ampi rifornimenti di armi moderne e munizioni di produzione sovietica. Più tardi, quello stesso novembre, i preparativi per un'invasione vietnamita su vasta scala della Cambogia subirono una netta accelerazione.

### Invasione e occupazione

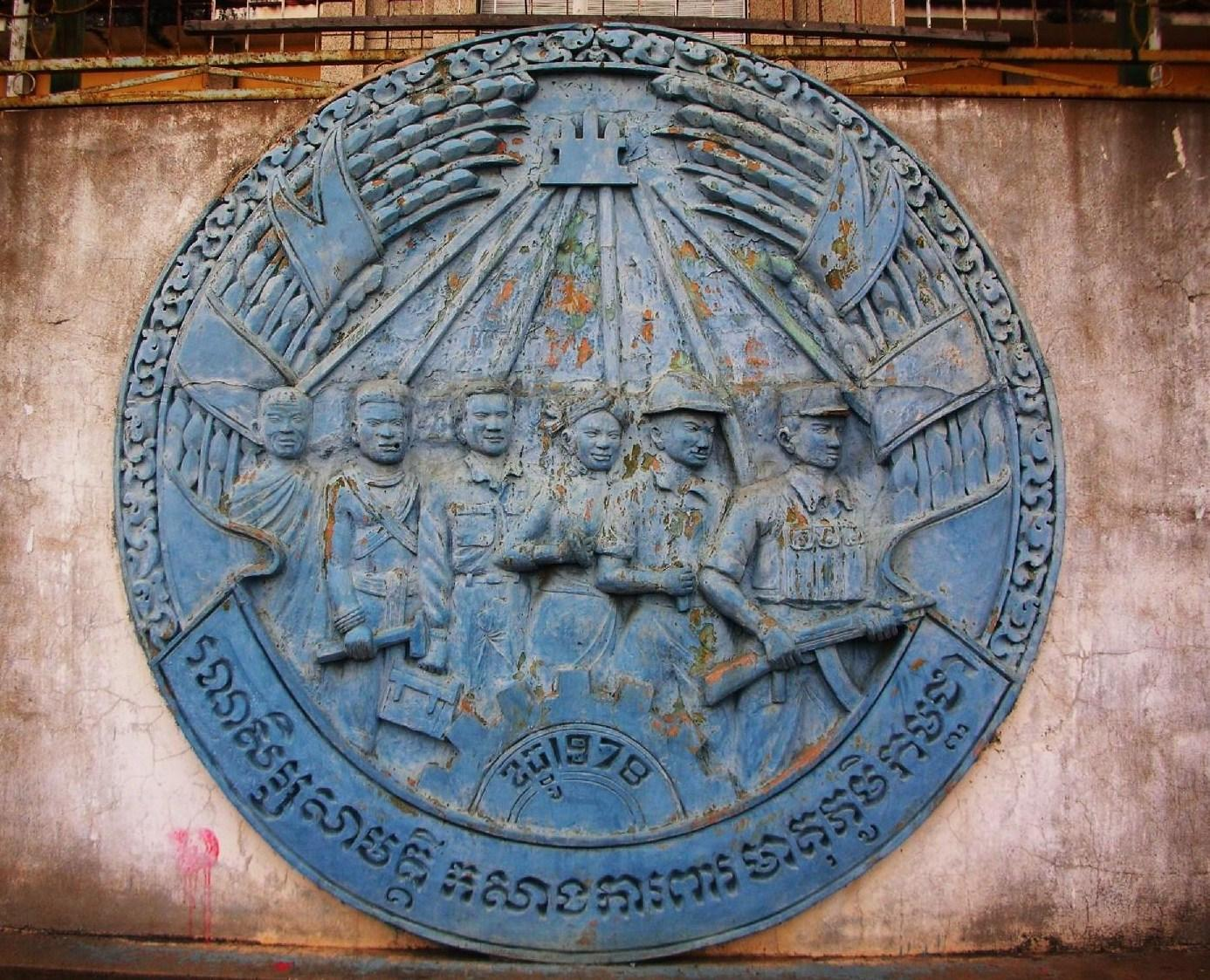
L'emblema del FUNSK inciso su un monumento a Phnom Penh.

Nel corso degli ultimi mesi del 1978 il governo vietnamita diede ordine di richiamare alle armi 350 000 nuovi coscritti per rimpinguare gli organici delle divisioni schierate nelle provincie di Long An, Đồng Tháp e Tây Ninh al confine cambogiano, portate a sette con altre tre a disposizione nel Laos meridionale; per coordinare queste forze fu costituita una nuova unità di quartier generale, il "Fronte 478", posta sotto il diretto controllo del capo di stato maggiore generale Lê Đức Anh con i generali di corpo d'armata Le Ngoc Hien e Phuong The Tai rispettivamente come comandante delle forze terrestri e di quelle aeree. Per dare una maggiore legittimità alla progettata invasione, il 2 dicembre 1978 venne ufficialmente fondato, a partire da una organizzazione preesistente, il Front d'Union nationale pour le salut du Kampuchéa ("Fronte d'Unione Nazionale per la Salute della Kampuchea" o FUNSK), una eterogenea coalizione politico-militare che riuniva i vari oppositori cambogiani al regime di Pol Pot; il gruppo, posto sotto la direzione dell'ex comandante Heng Samrin, iniziò subito una campagna di guerriglia contro il regime degli Khmer Rossi a partire dalle porzioni di territorio cambogiano ancora controllate dai vietnamiti. A fronte di questa incombente minaccia, i vertici di Phnom Penh avevano potuto fare poco: l'avvicinamento del Vietnam all'URSS aveva di converso fatto aumentare i rifornimenti militari della Cina alla Kampuchea Democratica, a cui si aggiunsero anche tra 10 000 e 20 000 consiglieri militari e civili cinesi inviati a sostenere il regime degli Khmer Rossi; benché ora fossero meglio armate e preparate rispetto al passato, le forze cambogiane pronte a fronteggiare l'invasione vietnamita ammontavano a non più di 73 000 uomini.

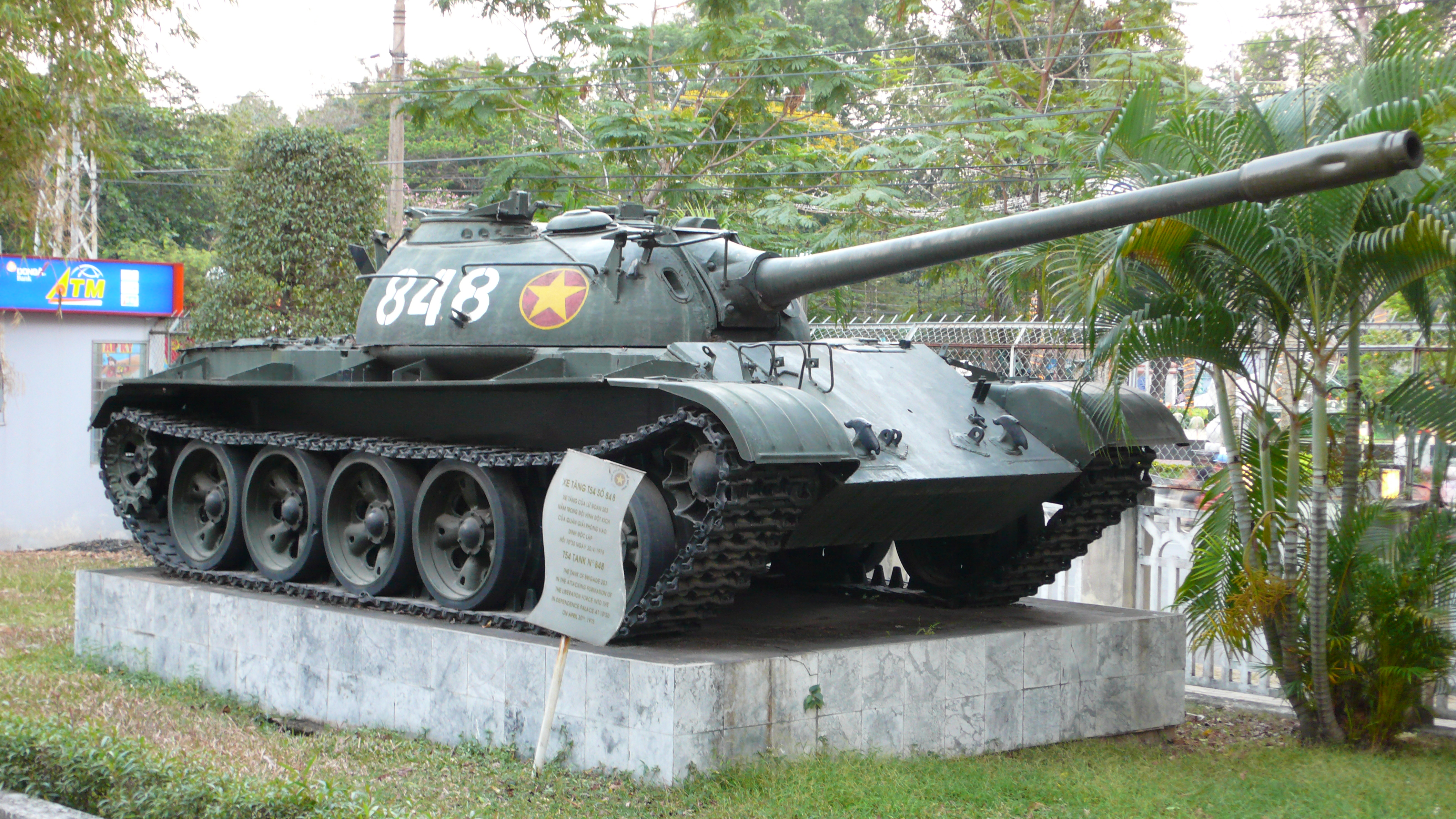
Un carro armato T-54, il mezzo corazzato più diffuso tra i reparti dell'EPV in Cambogia.

Ai primi di dicembre del 1978 alcune unità vietnamite attraversarono il confine cambogiano e mossero sulle città di Svay Rieng e Kampong Cham; l'azione però era solo una manovra diversiva per distrarre l'attenzione dei cambogiani, e pochi giorni dopo due divisioni avanzarono da zone controllate dal FUNSK nel nord-est verso la città di Kratie, mentre altre due divisioni scendevano rispettivamente dal Laos verso sud e da Pleiku verso ovest puntando su Stung Treng. A dispetto degli sforzi della Cina per riarmarle e addestrarle, le unità cambogiane non furono in grado di contenere i movimenti dei vietnamiti e iniziarono a subire forti perdite: per il 13 dicembre colonne dello EPV avevano investito la città di Takeo e iniziato a infiltrarsi tra Kampot e Phnom Penh, mentre squadre delle forze speciali vietnamite (Dac Cong) attaccavano lo strategico passo di Pich Nil minacciando di isolare la capitale dai porti sulla costa. Dopo aver gettato nuovi ponti sul corso del Mekong, il 25 dicembre i vietnamiti diedero avvio alla spallata decisiva: 150 000 uomini appoggiati dall'artiglieria e dai bombardamenti aerei espugnarono Kratie e attraversarono il corso del grande fiume a sud di Kampong Cham, prendendo in trappola due intere divisioni cambogiane che difendevano la città; le truppe cambogiane avevano affrontato fino ad allora i vietnamiti in campo aperto e secondo metodi convenzionali, con l'unico risultato che dopo due settimane di scontri una buona metà dei reparti dell'Esercito Rivoluzionario della Kampuchea era andata distrutta.

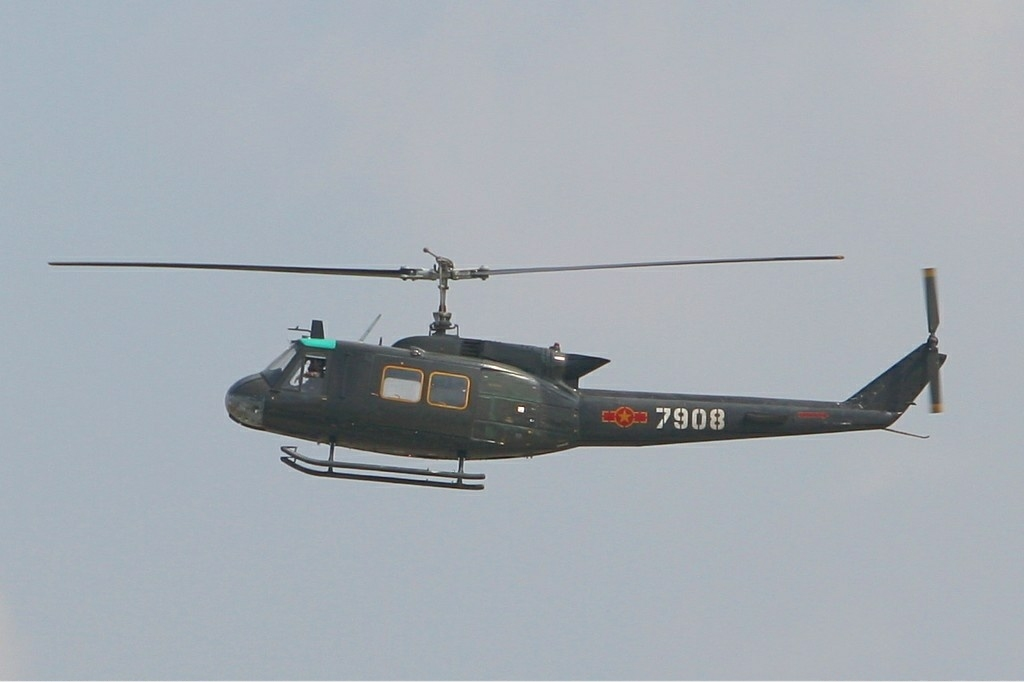
Le truppe vietnamite in Cambogia fecero molto ricorso a mezzi di produzione statunitense catturati al Vietnam del Sud, come questo elicottero Bell UH-1 Iroquois.

Lungo la zona costiera cambogiana, quello stesso 25 dicembre una divisione vietnamita attaccò frontalmente il porto di Kampot, di vitale importanza per garantire il flusso di rifornimenti cinesi alla Kampuchea Democratica, venendo però respinta con gravi perdite dalla feroce resistenza degli Khmer Rossi. Furono necessarie due settimane di scontri e lo sbarco anfibio di un battaglione di fanti di marina vietnamiti a ovest della città perché finalmente Kampot cadesse in mano agli attaccanti; i vietnamiti si spinsero poi via terra fino a Kampong Som, mentre un'altra operazione anfibia portava alla cattura di Ream e delle isole vicine l'11 gennaio 1979, dopo sanguinosi scontri con i difensori cambogiani. A nord, Stung Treng cadde in mano ai vietnamiti il 3 gennaio, lasciando completamente isolate le ultime unità cambogiane ancora schierare a est del Mekong; al centro gli ultimi difensori di Kampong Cham furono messi in rotta il 6 gennaio, aprendo la via per la capitale; due squadre di incursori Da Cong tentarono di entrare a Phnom Penh con delle barche già il 2 gennaio, con l'intenzione di rapire i vertici politici degli Khmer Rossi, ma furono scoperti e tutti i vietnamiti tranne uno furono uccisi. Tre giorni più tardi l'artiglieria vietnamita aprì il fuoco sulla capitale, che venne prontamente abbandonata dai cambogiani: il 7 gennaio i vietnamiti entrarono nella città abbandonata, mentre Pol Pot e gli Khmer Rossi si rifugiavano nell'ovest del paese; il giorno successivo, con il beneplacito dei vietnamiti, il FUNSK proclamò la nascita della Repubblica Popolare di Kampuchea (RPK), con Heng Samrin come presidente e il vecchio dissidente Chan Sy come primo ministro, oltre che la restaurazione del Partito Rivoluzionario del Popolo Kampucheano come entità distinta dagli Khmer Rossi.
La caduta della capitale non arrestò le operazioni militari. Una colonna corazzata dello EPV occupò Siem Reap, principale centro della Cambogia occidentale, l'11 gennaio 1979, raggiungendo poi tre giorni dopo il confine con la Thailandia; sulla costa, il 16 gennaio uno sbarco anfibio dei fanti di marina vietnamiti portò all'occupazione di Koh Kong, l'ultimo sbocco al mare rimasto ai cambogiani, mentre contemporaneamente reparti dell'esercito davano il via a una vasta operazione di rastrellamento della regione dei Monti dei Cardamomi, nel sud-ovest. Ormai però gli Khmer Rossi stavano abbandonando le tattiche convenzionali per tornare alla tradizionale guerriglia: soprattutto nelle regioni occidentali e settentrionali, dove gli Khmer Rossi potevano godere di un certo appoggio da parte delle autorità thailandesi, l'attività della guerriglia si rivelò subito molto forte, obbligando sovente i reparti vietnamiti a rimanere bloccati a difesa delle proprie basi. Nel marzo del 1979, prima che la stagione dei monsoni ponesse un forzato stop alle operazioni su vasta scala, i vietnamiti spostarono alcune unità laotiane a presidio di Stung Treng e aerotrasportarono tre divisioni nell'ovest della Cambogia per un massiccio rastrellamento dei principali rifugi degli Khmer Rossi: per due mesi si verificarono duri combattimenti nei pressi di Pailin, Poipet e nella zona settentrionale dei Monti dei Cardamomi, ma sebbene i vietnamiti inflissero pesanti perdite agli avversari la guerriglia non fu debellata.

### Reazioni internazionali

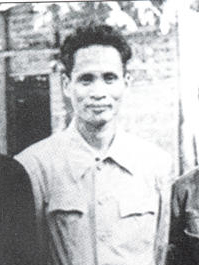
Phạm Văn Đồng, primo ministro del Vietnam dal 1976 al 1987.

Pochi giorni dopo la caduta di Phnom Penh, l'ex re e ex presidente della Repubblica di Kampuchea Norodom Sihanouk fu inviato a New York per esporre la questione della crisi cambogiana davanti al Consiglio di sicurezza delle Nazioni Unite: pur condannando gli eccessi e le violazioni dei diritti umani commesse dal regime di Pol Pot, Sihanouk presentò l'invasione vietnamita come un'aggressione alla sovranità della Cambogia, dettata non dal desiderio di fermare le atrocità degli Khmer Rossi ma da un mero intento egemonico; la relazione di Sihanouk trovò l'appoggio di diversi paesi non allineati oltre che di Stati Uniti, Cina, Francia e Regno Unito, ma la ferma opposizione dell'Unione Sovietica impedì che il Consiglio di sicurezza potesse adottare una qualsiasi risoluzione sulla questione. Nel corso della 34ª Assemblea generale delle Nazioni Unite nel settembre del 1979 sia i rappresentanti della Kampuchea Democratica che quelli della Repubblica Popolare di Kampuchea rivendicarono il ruolo di rappresentanti della Cambogia in seno alle Nazioni Unite: l'apposito comitato incaricato della verifica delle credenziali decise, con un voto di sei a tre, di dare ragione ai rappresentanti della Kampuchea Democratica, e il regime filo-vietnamita non ottenne alcun riconoscimento formale da parte delle Nazioni Unite. Per il gennaio del 1980, 29 nazioni (Vietnam, India, Unione Sovietica e altre principalmente facenti parte del blocco orientale o alleate dell'URSS) riconobbero diplomaticamente il governo della RPK, mentre quasi 80 continuarono a considerare la Kampuchea Democratica come unico governo legittimo della Cambogia.
L'invasione della Cambogia e l'instaurazione della RPK fecero precipitare le relazioni tra Vietnam e Cina: il 17 febbraio 1979 un massiccio contingente di truppe cinesi si riversò oltre il confine con il Vietnam, occupando dopo sanguinosi scontri alcune città di frontiera; i vietnamiti richiamarono alcune divisioni dal fronte cambogiano per difendere l'ultima linea di difesa davanti Hanoi, ma l'operazione cinese era stata intesa fin da principio come una sorta di "spedizione punitiva" di breve durata, e già il 6 marzo il governo di Pechino diede ordine alle sue forze di ritirarsi sulle posizioni di partenza. La breve guerra sino-vietnamita non ebbe grandi conseguenze sull'andamento generale del conflitto cambogiano (pur obbligando Hanoi a mantenere un considerevole apparato militare a difesa dei suoi confini settentrionali), ma la Cina riuscì nell'intento di spingere il Vietnam in un relativo isolamento internazionale. Per il decennio successivo, le forze cinesi mantennero uno stato di conflitto limitato alla frontiera vietnamita, conducendo bombardamenti e incursioni e lanciando attacchi limitati per impossessarsi di alture dominanti lungo la linea di confine.
L'invasione vietnamita della Cambogia provocò profonde preoccupazioni in Thailandia, da sempre timorosa delle politiche espansionistiche del Vietnam e che condivideva con la Cambogia quasi 800 chilometri di frontiere terrestri: il governo di Bangkok chiese l'immediato ritiro dei reparti vietnamiti dalla Cambogia e la possibilità per il popolo cambogiano di scegliersi i propri governanti indipendentemente dalle influenze straniere, trovando subito l'appoggio degli altri Stati della Association of South-East Asian Nations (ASEAN) oltre che dei tradizionali alleati statunitensi; nel novembre del 1979, su proposta dell'ASEAN, l'Assemblea generale delle Nazioni Unite adottò, con 81 voti favorevoli, 21 contrari e 29 astenuti, una risoluzione che chiedeva il ritiro vietnamita dalla Cambogia, dava mandato al segretario generale di avviare i contatti per giungere a una conferenza internazionale sulla crisi e richiedeva l'immediato invio di aiuti umanitari al popolo cambogiano.

### La guerriglia
Per il luglio del 1979 i principali centri urbani cambogiani erano ormai sotto il controllo delle truppe vietnamite: il Fronte 478 stabilì il suo nuovo quartier generale a Chanka Morn, un sobborgo di Phnom Penh, e il territorio cambogiano fu suddiviso in quattro regioni militari ognuna sotto la direzione di un fronte diverso; le forze vietnamite stanziate in Cambogia raggiunsero brevemente la cifra di 224 000 soldati nel 1979, per poi attestarsi intorno a una media di 170 000-180 000 uomini, pari a 11 divisioni a ranghi completi. Dopo aver sottoscritto un trattato di pace e di cooperazione con il Vietnam, il governo della RPK tentò di riportare un certo ordine nel caos lasciato dal regime degli Khmer Rossi: la popolazione abbandonò in massa le fattorie collettive e rientrò nelle città, anche perché i centri urbani erano più al sicuro dagli attacchi della guerriglia, ma ciò provocò un drammatico calo della produzione agricola e la conseguente penuria di generi alimentari, condizione aggravata dalla pratica dei vietnamiti di interrompere i rifornimenti di cibo alle zone controllate dai ribelli e di trattenere per sé gli aiuti umanitari forniti dalle organizzazioni internazionali. L'annientamento della classe dirigente cambogiana operato dagli Khmer Rossi fece sì che la ricostruzione delle istituzioni statali dovesse svolgersi sotto l'egida di Hanoi: funzionari e "consiglieri" vietnamiti erano inseriti a tutti i livelli dell'amministrazione della RPK, dai più alti ai più bassi, condizionandone le scelte e le politiche; inevitabilmente, ciò non fece altro che incrementare nei cambogiani la convinzione che il regime di Heng Samrin non fosse altro che un governo fantoccio controllato dal Vietnam.
Diversi gruppi guerriglieri presero a formarsi nelle regioni occidentali al confine con la Thailandia in opposizione al governo della RPK. Oltre ai guerriglieri controllati dagli Khmer Rossi e ai resti delle istituzioni della Kampuchea Democratica, due nuove organizzazioni presero vita: nell'ottobre del 1979 l'ex primo ministro del regno di Cambogia Son Sann formò il Fronte di Liberazione Nazionale del Popolo Khmer (FLNPK), organismo prevalentemente repubblicano e anticomunista sostenuto, sul fronte finanziario, da Stati Uniti e paesi europei e, sul fronte militare, dalle nazioni dell'ASEAN; l'ala militare del movimento era rappresentata dalle Forze Armate di Liberazione Nazionale del Popolo Khmer, organismo creato già nel 1979 dall'ex generale Dien Del aggregando svariati gruppi anticomunisti preesistenti, ex componenti delle forze della Repubblica Khmer del 1970-1975, signori della guerra autonomi ed espatriati dell'epoca della Kampuchea Democratica, un gruppo eterogeneo che solo nel 1981 assunse una struttura più unitaria sotto il suo nuovo comandante, il generale Sak Sutsakhan. Un secondo gruppo guerrigliero, parimenti non comunista, era rappresentato dal Funcinpec (acronimo per Front Uni National pour un Cambodge Indépendant, Neutre, Pacifique Et Coopératif, "Fronte unito nazionale per una Cambogia indipendente, neutrale, pacifica e cooperativa"), organizzazione creata a Parigi nel 1981 dall'ex re Sihanouk: nazionalista e monarchico, il movimento ottenne un discreto appoggio da parte delle nazioni occidentali, ma la sua ala militare (Armée Nationale Sihanoukiste o ANS) arruolò solo pochi effettivi e condusse solo un pugno di operazioni minori, facendo del Funcinpec il più debole dei movimenti di opposizione all'occupazione vietnamita.

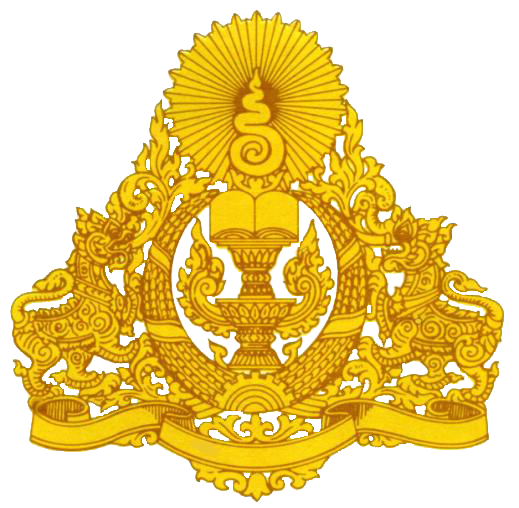
Lo stemma adottato dal GCKD.

Inizialmente, i tre movimenti di contrasto alla RPK mantennero solo limitati contatti l'uno con l'altro a causa delle reciproche divisioni politiche: il FLNPK di Son Sann e il Funcinpec di Sihanouk non riuscirono a trovare un accordo per costituire un fronte comune a causa delle pretese dell'ex re circa la sua guida della coalizione, ed entrambi i movimenti erano più che riluttanti a cooperare con gli Khmer Rossi; nel tentativo di migliorare l'immagine internazionale del proprio movimento, Pol Pot si era dimesso dalla carica di primo ministro della Kampuchea Democratica e aveva affidato la guida degli Khmer Rossi al più moderato Khieu Samphan, anche se la sua carica di segretario del partito comunista cambogiano gli consentiva di continuare ad avere un ruolo preminente nelle scelte politiche del gruppo. Nell'agosto del 1981, grazie alla mediazione dei paesi dell'ASEAN, iniziarono una serie di colloqui tra Samphan, Sann e Sihanouk: la contrarietà del FLNPK a cooperare con la leadership degli Khmer Rossi, macchiatasi di crimini sanguinosi quando era al potere, e la pretesa di Samphan di mantenere intatta l'autonomia e la sovranità della Kampuchea Democratica minacciarono più volte di provocare un naufragio dei negoziati, ma grazie alla mediazione della Cina (il principale fornitore di armi ai gruppi guerriglieri cambogiani) fu possibile trovare un compromesso e il 22 giugno 1982 i tre leader firmarono a Kuala Lumpur l'accordo per la nascita del "Governo di coalizione della Kampuchea Democratica" (GCKD). L'organismo si proponeva come rappresentante unitario degli interessi della Cambogia, benché i suoi tre componenti mantenessero un certo grado di libertà e di autonomia politica e organizzativa; le decisioni erano prese per mezzo di discussioni paritarie tra i tre leader, che rivestivano formalmente le cariche di presidente (Sihanouk), primo ministro (Sann), vicepresidente e ministro degli esteri (Samphan) della Kapuchea Democratica.

### Operazioni di controguerriglia

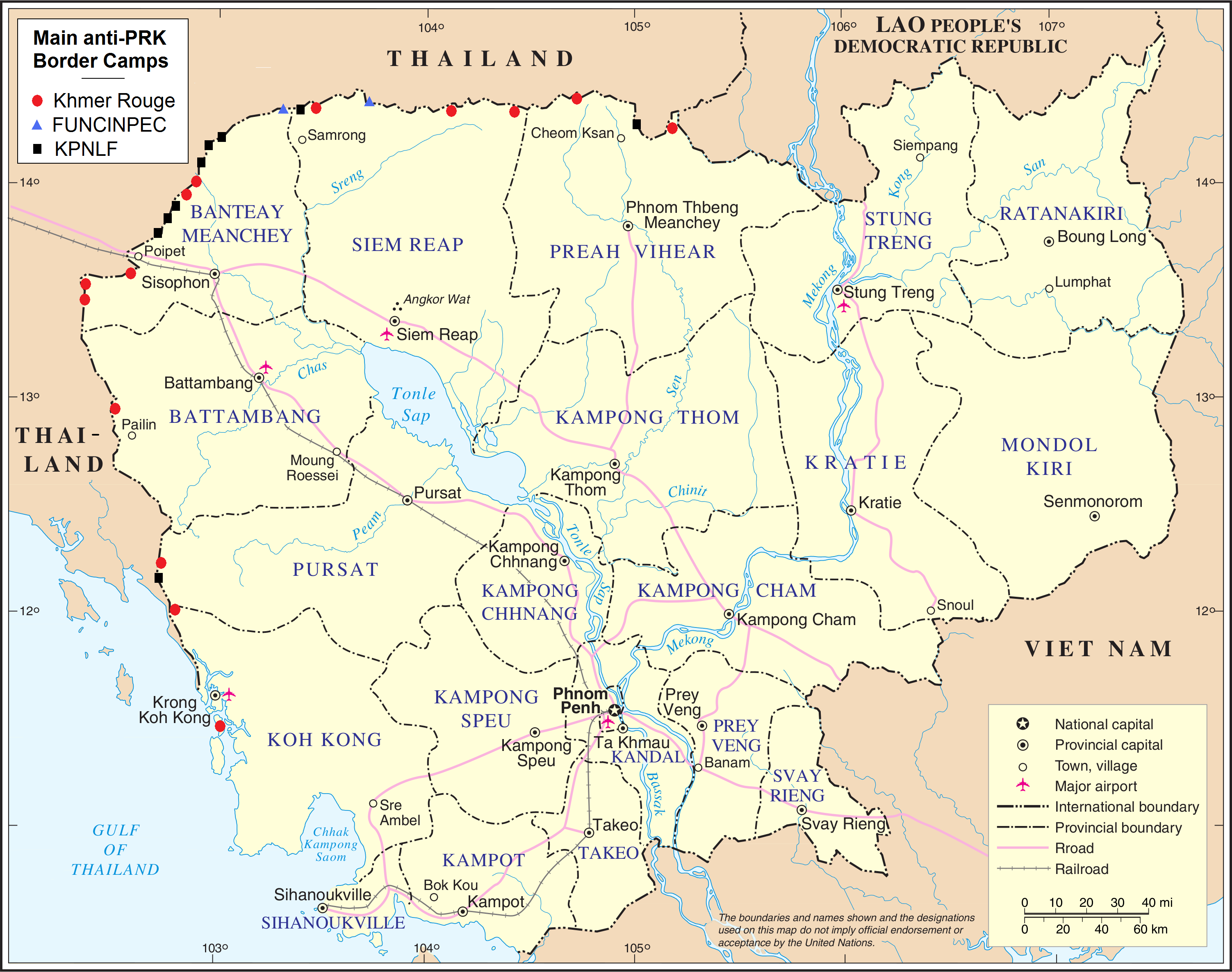
La posizione dei principali campi-base dei vari gruppi guerriglieri cambogiani, tutti concentrati nelle immediate vicinanze del confine con la Thailandia.

Con la RPK impegnata a ricostruire da zero le sue forze armate, il peso iniziale del contrasto ai gruppi guerriglieri cambogiani ricadde interamente sui reparti vietnamiti. Le operazioni belliche erano condizionate dai monsoni, con le truppe vietnamite che estendevano la propria area di controllo durante la stagione secca (tra dicembre e giugno) ma che poi rientravano nei propri presidi fortificati durante la stagione delle piogge (tra luglio e novembre), durante la quale era invece la guerriglia a portare avanti i suoi attacchi; benché i guerriglieri cercassero di infiltrare unità di sabotatori nelle regioni interne della Cambogia, i combattimenti di scala più ampia si svolsero lungo la zona di confine con la Thailandia, dove i gruppi del GCKD mantenevano le proprie basi presso i principali campi profughi degli esuli cambogiani.
Le operazioni belliche nel corso del 1980 furono scarse, sia perché i gruppi guerriglieri erano ancora in piena fase organizzativa sia perché le truppe vietnamite furono ridispiegate prevalentemente nelle regioni dell'interno per garantire la sicurezza durante le prime elezioni della RPK. Nel gennaio del 1981, tuttavia, gli Khmer Rossi misero a segno un importante successo impossessandosi di Phnom Malai, una zona montuosa nella parte occidentale della provincia di Banteay Meanchey, dove stabilirono il loro più importante campo-base in territorio cambogiano; una divisione vietnamita tentò di riconquistare Phnom Malai in maggio, ma la resistenza degli Khmer Rossi la tenne impegnata fino a luglio, quando l'inizio della stagione delle piogge obbligò i vietnamiti a rientrare alla base. Per la stagione secca del 1981 l'EPV decise di intensificare le sue operazioni di controguerriglia, e in dicembre un massiccio rastrellamento fu organizzato nell'area dove i confini di Thailandia, Laos e Cambogia si toccavano: mettendo a punto una tattica poi divenuta frequente, gli Khmer Rossi si infiltrarono attraverso le maglie dello schieramento vietnamita e si rifugiarono in Thailandia senza subire grandi perdite. Nel gennaio del 1982 l'EPV mise in atto la sua più ampia operazione dall'invasione del 1978 quando elementi di due divisioni, appoggiate da carri armati e artiglieria, tentarono un attacco a tenaglia da nord e da est contro la roccaforte Khmer di Phnom Malai: nel corso di pesanti e sanguinosi scontri, gli Khmer Rossi furono costretti a cedere molto terreno ai vietnamiti, ma riuscirono nell'intento di infiltrare diversi gruppi oltre lo schieramento nemico per attaccare le linee di rifornimento dell'EPV; ai primi di marzo, benché il clima fosse ancora favorevole alle operazioni, i vietnamiti interruppero l'offensiva e fecero ritirare le loro truppe sulle posizioni di partenza. L'unico successo dell'EPV nel 1982 fu l'attacco, a metà marzo, contro la base del FLNPK a Sokh San, nel nord: i guerriglieri anticomunisti furono sconfitti e la base distrutta.

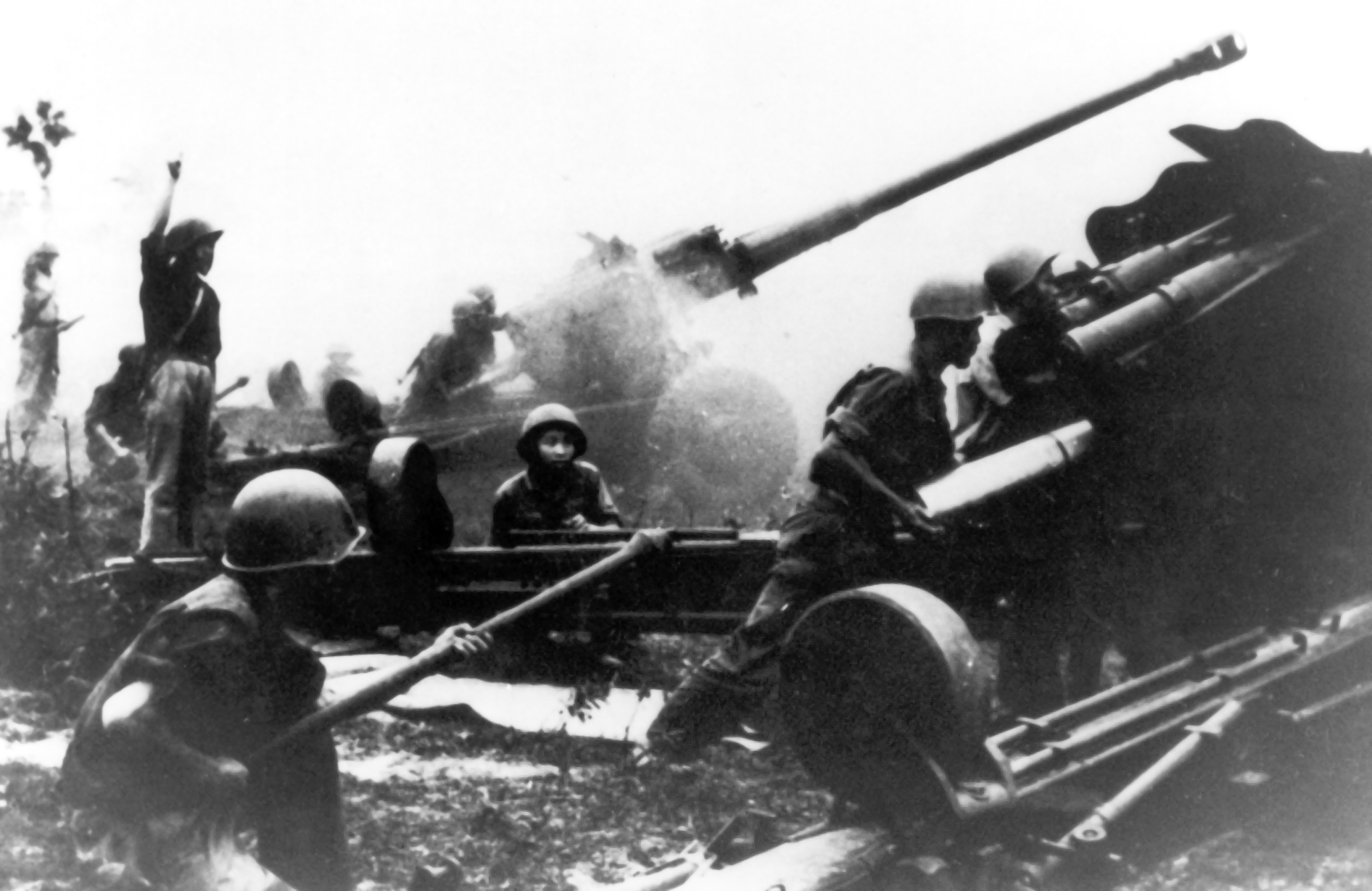
Artiglieria dell'EPV in azione

La progettata offensiva per la stagione secca del 1983 fu ritardata fino alla fine di marzo quando, preceduto da un massiccio sbarramento di artiglieria e da un attacco di carri armati, un numero doppio di truppe vietnamite rispetto all'attacco del 1982 assalì Phnom Malai; le truppe vietnamite non esitarono a sconfinare in Thailandia per tagliare la via di ritirata agli Khmer Rossi, ma l'artiglieria thailandese rispose bombardando per tre giorni i reparti che avevano sconfinato fino a provocarne la ritirata. Contemporaneamente, un secondo fronte d'attacco fu aperto più a nord il 3 aprile con l'assalto al campo dell'"Armée Sihanoukiste" a O-smak: in entrambi i casi, tuttavia, i guerriglieri cambogiani furono in grado di resistere fino all'inizio della stagione delle piogge, quando il grosso dei reparti vietnamiti rientrò alla base.

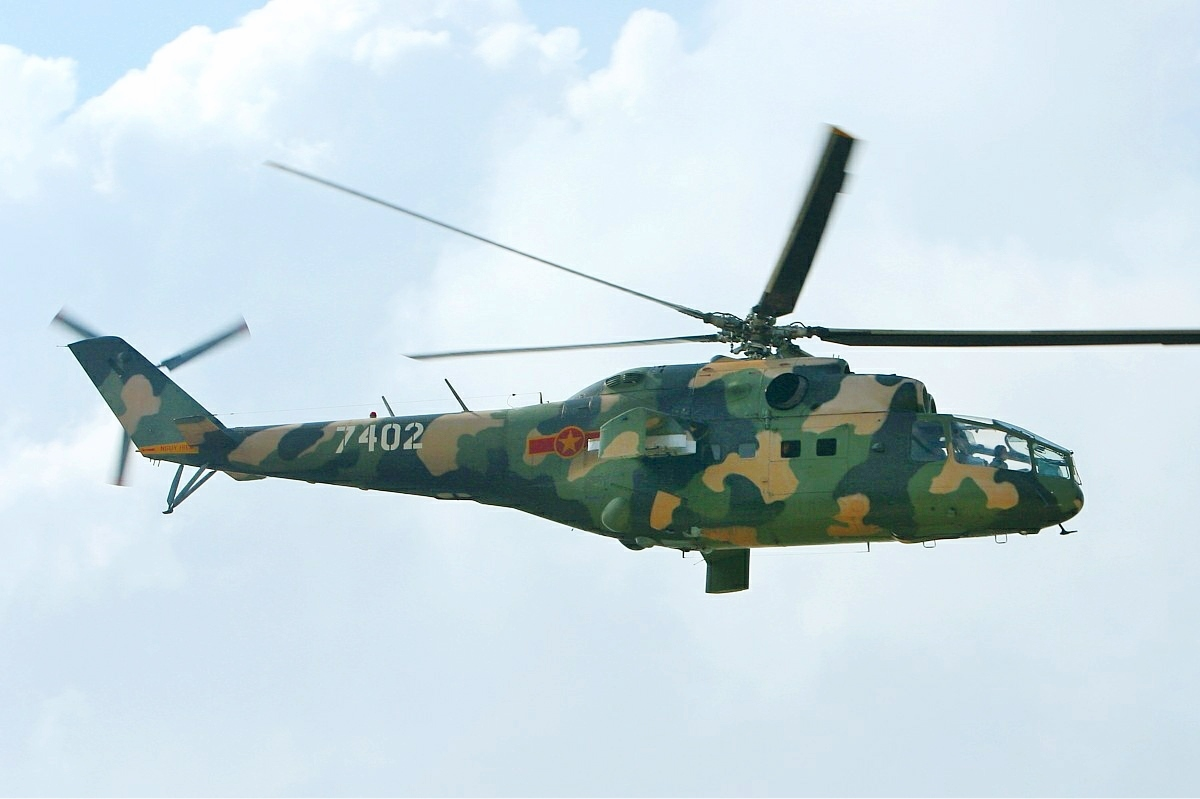
Un elicottero d'attacco Mil Mi-24 con le insegne vietnamite.

Nel dicembre del 1983 l'EPV mosse tre divisioni verso il confine thailandese come per prepararsi a rinnovare la precedente offensiva, ma la manovra era solo una mossa diversiva per coprire l'avvio, ai primi di gennaio del 1984, di un massiccio rastrellamento della regione del lago Tonle Sap: mettendo in campo anche elicotteri d'attacco e aerei da trasporto Antonov An-26 nel ruolo di bombardieri, l'EPV fu in grado di eliminare i principali gruppi di guerriglieri che erano riusciti a infiltrarsi in profondità nel territorio cambogiano. Con le retrovie sicure, il 29 marzo 1984 i vietnamiti attaccarono con elementi di tre divisioni appoggiati da carri armati e artiglieria il passo di Phra Palai, una via d'infiltrazione chiave dei guerriglieri nella zona del triplice confine, ma il grosso dei cambogiani fu in grado di fuggire filtrando attraverso le maglie dello schieramento vietnamita, mentre un tentativo di accerchiamento tramite lo sconfinamento di alcuni reparti in Thailandia fallì a causa della reazione dell'artiglieria thailandese. A metà aprile truppe vietnamite e della RPK attaccarono il campo del FLNPK ad Ampil, ma l'azione si risolse in una sanguinosa sconfitta a causa dello scarso spirito di combattimento dei reparti cambogiani alleati.
Le operazioni della seguente stagione secca furono preparate con più cura. Il 25 dicembre 1984 una divisione vietnamita attaccò il campo del FLNPK a Rithysen, distruggendolo e mettendo in rotta i reparti cambogiani, mentre il 7 gennaio 1985 un nuovo e più accurato attacco fu lanciato contro Ampil portando alla conquista della base dopo alcuni giorni di duri scontri. La doppia sconfitta provocò una grave crisi in seno al FLNPK: le perdite in battaglia e lo sfaldamento di diverse formazioni a causa del morale basso ridussero sensibilmente la consistenza numerica dei reparti armati del movimento, che oltre tutto si ritrovò paralizzato da una serie di aspre dispute tra i vertici militari e quelli politici; fu solo nel tardo 1986 che il FLNPK poté rimettere in campo una forza combattente. Neutralizzato un avversario, l'EPV tornò a dedicare le sue attenzioni agli Khmer Rossi: il 1º febbraio 1985 due colonne attaccarono Phnom Malai da nord-est e da sud, appoggiate da carri armati e veicoli blindati della fanteria; gli Khmer Rossi inflissero diverse perdite agli attaccanti, ma il 15 febbraio cedettero e si ritirarono oltre il confine, consentendo ai vietnamiti di rioccupare Phnom Malai per la prima volta dal 1981. A coronamento di una campagna vittoriosa, ai primi di marzo una consistente forza vietnamita attaccò la base principale del Funcinpec di Sihanouk a Tatum, sul confine settentrionale: dopo che un assalto frontale venne respinto, unità dell'EPV sconfinarono in Thailandia per prendere la base alle spalle, provocandone la caduta dopo sei giorni di duri combattimenti.

### Strategie d'uscita
I successi vietnamiti nella campagna della stagione secca 1984-1985 obbligarono le forze del GCKD a rivedere le loro tattiche: i campi fortificati e le roccaforti allestite nelle vicinanze del confine thailandese furono in gran parte abbandonate perché costituivano bersagli troppo grandi e visibili, e al loro posto furono organizzati gruppi di incursori, piccoli ma molto mobili, che dai loro "santuari" ben all'interno della Thailandia cercavano di infiltrarsi il più profondamente possibile in territorio cambogiano per compiere sabotaggi e attacchi alle linee di rifornimento dell'EPV. Già a partire dalla stagione secca del 1985-1986 non si verificarono più grandi offensive vietnamite nelle zone di confine con la Thailandia, ma una serie di più piccole operazioni di rastrellamento nelle regioni interne della Cambogia.

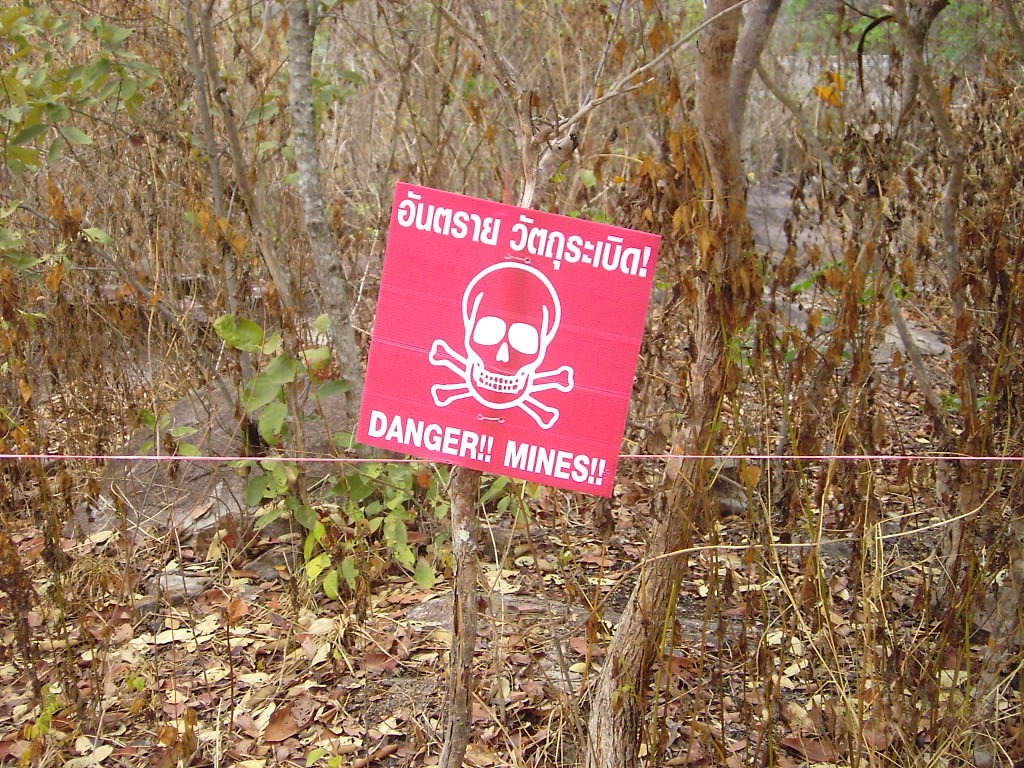
Un campo minato situato nell'area ora occupata dal Parco Nazionale di Khao Phra Wihan, nella Cambogia settentrionale.

Il conflitto stava ormai divenendo defatigante per il Vietnam. L'invasione della Cambogia e l'instaurazione della RPK avevano spinto il governo di Hanoi alla periferia della comunità internazionale: su pressione di Stati Uniti e Giappone, istituzioni come la Banca Mondiale, il Fondo Monetario Internazionale e l'Asian Development Bank sospesero gli aiuti economici tanto al Vietnam quanto alla RPK, e perfino la Svezia, considerata come la nazione occidentale più favorevole al Vietnam, decise di ridurre gli impegni assunti con il governo di Hanoi, al pari della maggior parte della comunità internazionale. Il conflitto cambogiano era capitato durante una fase molto delicata per l'economia vietnamita: con la costruzione di un sistema di economia pianificata sul modello sovietico, il Vietnam pose più enfasi sullo sviluppo delle industrie pesanti rendendo stagnati altri settori fino ad allora prevalenti come l'agricoltura e la manifattura leggera, mentre l'assimilazione del Vietnam del Sud si svolse troppo in fretta e troppo brutalmente, portando alla distruzione del sistema economico delle regioni meridionali; la necessità di mantenere e alimentare un enorme apparato militare di circa 1 260 000 uomini alle armi (la quinta forza militare mondiale negli anni 1980) costituiva poi un ulteriore peso per una economia così fragile, obbligando il governo di Hanoi a destinare tra un terzo e quasi la metà del proprio budget per le spese belliche. Conseguentemente, il Vietnam dovette appoggiarsi sempre di più agli aiuti dell'Unione Sovietica, che raggiunsero la cifra di 5,4 miliardi di dollari nel periodo 1981-1985 (oltre al fatto che l'URSS soddisfaceva il 90% della domanda vietnamita di materie rare e il 70% delle importazioni di grano del paese); quando poi, dal 1986, l'URSS decise di ridurre i suoi aiuti alle nazioni amiche a causa dei propri problemi economici interni, il Vietnam perse in un solo colpo il 20% della sua economia e un terzo degli aiuti militari.

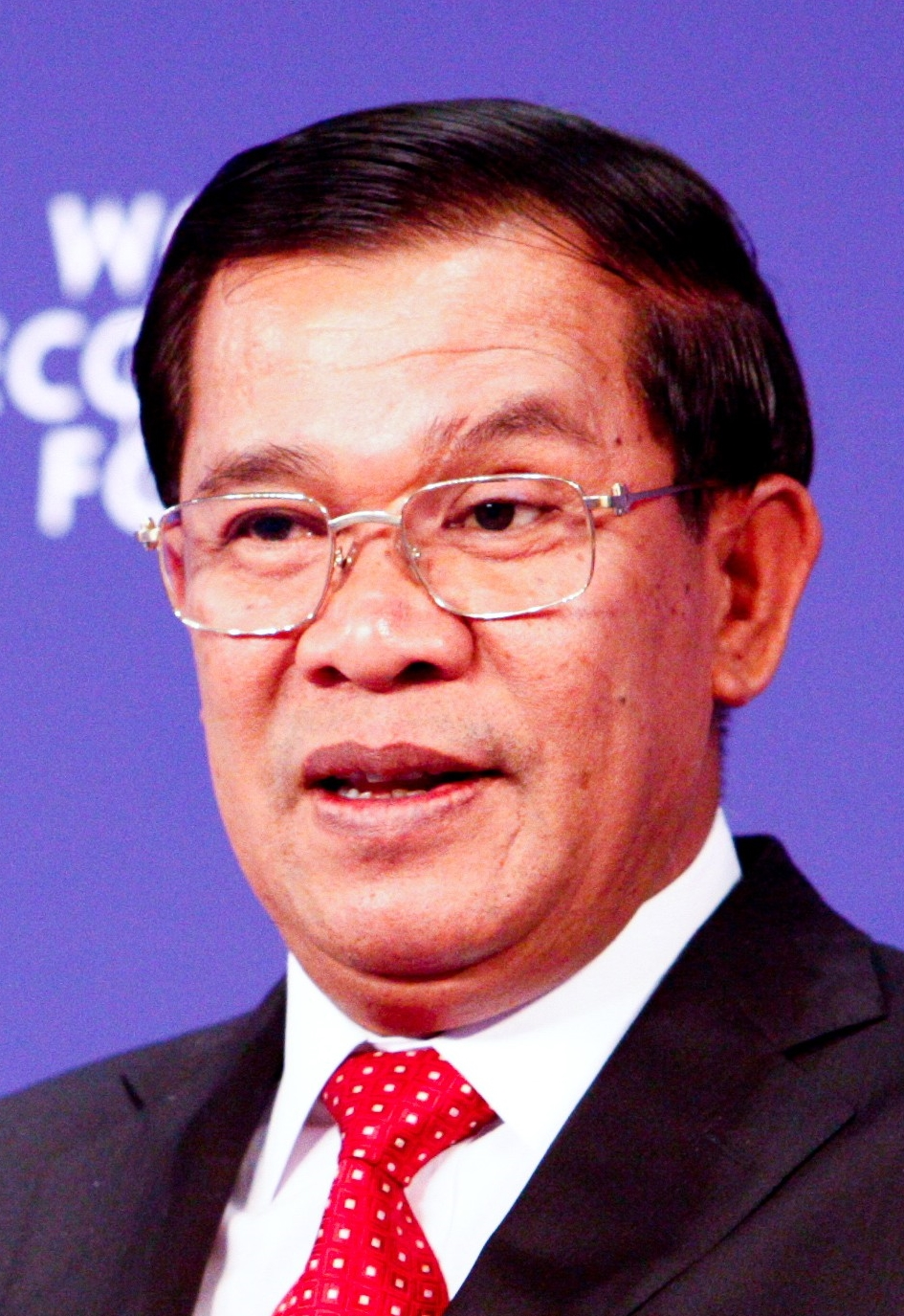
Hun Sen, primo ministro della RPK dal 1985 e uno dei principali fautori delle trattative per la risoluzione del conflitto.

La grave situazione economica interna e gli alti costi della guerra imponevano al Vietnam di trovare una via d'uscita al conflitto. Nel 1985 il generale Le Duc Anh annunciò l'avvio del cosiddetto "Piano K5", un ambizioso progetto volto a sigillare il lungo confine tra Cambogia e Thailandia tramite campi minati, trincee, postazioni di avvistamento, sbarramenti di vario tipo e l'abbattimento di una larga porzione di giungla in modo da creare una fascia di sorveglianza che potesse essere costantemente pattugliata da unità terrestri o elicotteri. Al tempo stesso, l'EPV diede inizio a un concreto piano di ritiro dei propri reparti dal territorio cambogiano: già dal 1982 i vietnamiti avevano iniziato a far ritirare alcuni loro reparti dalla Cambogia ma, benché molto pubblicizzati dai governi di Hanoi e Phnom Penh come avvisaglie di un imminente disimpegno dell'EPV, questi movimenti erano in realtà più un normale avvicendamento di truppe, con un numero pari o di poco inferiore di nuovi coscritti che prendevano il posto dei veterani che tornavano a casa. I primi grossi rimpatri di truppe si ebbero nell'estate del 1986, processo che subì un'accelerazione dopo il giugno del 1987, quando con una risoluzione il governo di Hanoi decretò la riduzione degli effettivi delle forze armate a 600 000 uomini e il completo ritiro dei militari vietnamiti dislocati all'estero; se nel novembre del 1987 vi erano 120 000 soldati vietnamiti in Cambogia, un anno dopo questo numero si era già ridotto a 80 000.
A mano a mano che proseguiva il disimpegno dei vietnamiti, l'alto comando dell'EPV iniziò a trasferire un maggior numero di responsabilità alle forze armate della RPK e a ritirare le proprie truppe dai compiti più impegnativi: il grosso dei reparti combattenti fu spostato dalle zone di frontiera a quelle dell'interno, i rastrellamenti condotti dalla fanteria furono ridotti e i reparti vietnamiti destinati a un ruolo di supporto, appoggio e addestramento per quelli cambogiani; questo passaggio di consegne non fu indolore a causa delle molte criticità che affliggevano ancora le forze della RPK, come dimostrò nel settembre del 1988 la riconquista da parte degli Khmer Rossi di Phnom Malai, all'epoca presidiata dai reparti governativi, tanto che il ministero della difesa vietnamita consigliò alla sua controparte di Phnom Penh di mantenere le posizioni attuali e di non impegnarsi in operazioni su vasta scala che potessero degradare inutilmente le unità disponibili. Durante i primi mesi del 1989 i rimanenti reparti vietnamiti furono ancora coinvolti in operazioni di rastrellamento nell'interno della Cambogia, ma il programma di rimpatrio procedeva ormai verso le sue battute finali e tra il 14 e il 25 settembre 1989 le ultime grandi unità da combattimento vietnamite ancora presenti in Cambogia furono fatte rientrare a scaglioni in patria. Il 26 settembre il governo di Hanoi annunciò ufficialmente il suo completo ritiro dalla Cambogia, sebbene il coinvolgimento del Vietnam nel conflitto continuò di fatto anche dopo tale data: reparti vietnamiti specializzati (come l'artiglieria, i corazzati o le forze speciali) nonché ufficiali e consiglieri militari aggregati alle unità della RPK continuarono a operare sul suolo cambogiano ancora per molti mesi, e nel marzo del 1991 truppe da combattimento dell'EPV intervennero nella provincia di Kampot per contenere un'offensiva degli Khmer Rossi; il completo disimpegno vietnamita dalla Cambogia si ebbe solo con la firma degli accordi di pace dell'ottobre del 1991.

### Gli accordi di Parigi

La bandiera della UNTAC.

Il 14 gennaio 1985 Hun Sen ottenne la carica di primo ministro della RPK dopo la morte per cause naturali di Chan Sy. Sen era fautore di una linea più moderata rispetto all'intransigente presidente Heng Samrin, e si fece promotore di negoziati di pace con il GCKD: tra il 2 e il 4 dicembre 1987 Hun Sen ebbe un primo incontro con Sihanouk a Fère-en-Tardenois in Francia, e nuovi colloqui tra i due si ebbero tra il 20 e il 21 gennaio 1988 durante i quali Sen offrì all'ex re un posto di rilievo nel governo della RPK se fosse rientrato in Cambogia; Sihanouk lasciò cadere la proposta, ma diversi esponenti di spicco del vecchio governo della Repubblica Khmer di Lon Nol accettarono l'offerta di Sen e rientrarono a Phnom Penh.
Un importante passo avanti nei colloqui tra le due controparti si ebbe il 25 luglio 1988, quando rappresentanti del GCKD e della RPK si incontrarono per la prima volta ufficialmente durante un meeting a Giacarta, in Indonesia: in questi colloqui Sihanouk propose un piano di pace in tre passi, la richiesta di un cessate il fuoco generale, il dispiegamento di una forza delle Nazioni Unite per verificare l'effettivo ripiegamento dei reparti vietnamiti e l'integrazione di tutte le fazioni armate cambogiane in un unico esercito nazionale. La proposta di Sihanouk fu portata avanti con la mediazione del ministro degli Esteri australiano Gareth Evans durante un secondo incontro a Giacarta il 19 febbraio 1989, nel corso del quale si propose anche l'istituzione di un governo di unità nazionale che amministrasse la Cambogia in vista di future libere elezioni; come segno di buona volontà, tra il 29 e il 30 aprile 1989 Hun Sen fece approvare all'Assemblea legislativa di Phnom Penh una nuova costituzione, che oltre a cambiare il nome della nazione in "Stato di Cambogia" (per meglio riflettere lo stato di ambiguità su chi spettasse la sovranità) reintrodusse il buddhismo come religione di Stato e garantì i diritti di proprietà privata dei cittadini.
Nel corso di un terzo incontro a Giacarta il 26 febbraio 1990, constatato il ritiro delle truppe vietnamite dalla Cambogia, le due controparti convennero per la creazione di un "Consiglio Nazionale Supremo" di dodici membri (sei in rappresentanza del GCDK, divisi equamente tra le tre fazioni, e sei in rappresentanza del nuovo Partito Popolare Cambogiano, rinominazione del precedente PRPK) che assunse la rappresentanza della Cambogia in seno all'Assemblea generale delle Nazioni Unite; il 23 ottobre 1991, infine, i rappresentanti del Consiglio Nazionale Supremo insieme a quelli del Vietnam e delle 15 nazioni che componevano la "Conferenza internazionale di pace sulla Cambogia" siglarono gli accordi di pace di Parigi: gli accordi, oltre a sancire la fine formale delle ostilità, previdero la creazione di una "Autorità di Transizione delle Nazioni Unite in Cambogia" (United Nations Transitionale Authority in Cambodia o UNTAC), poi formalmente entrata in funzione con la risoluzione 745 del Consiglio di sicurezza, con l'incarico di mantenere la pace e gestire la nazione nella sua transizione verso un regime democratico e libere elezioni.

## Conseguenze

### La nuova Cambogia

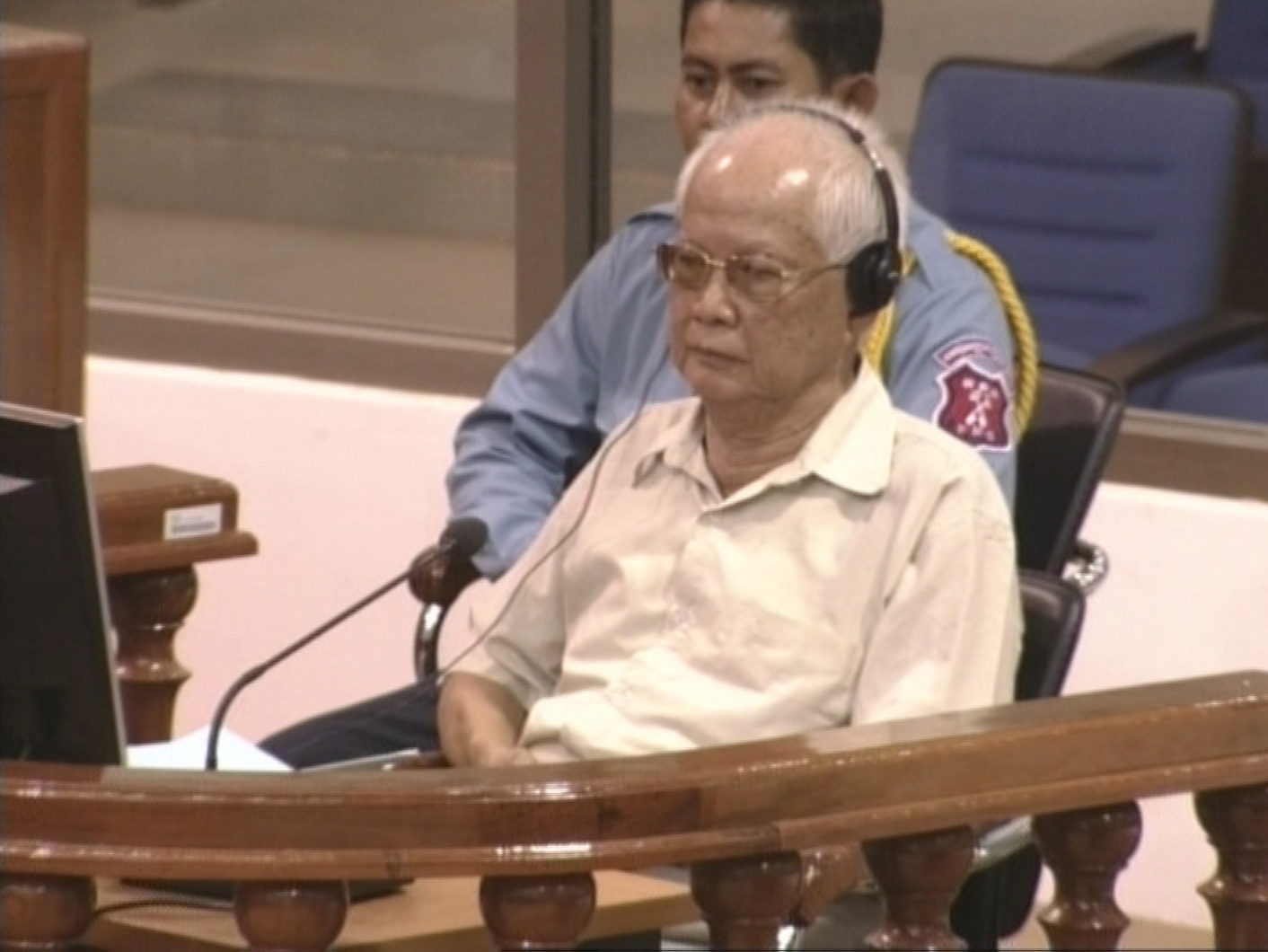
Khieu Samphan, uno dei principali leader degli Khmer Rossi, compare in udienza davanti al Tribunale speciale della Cambogia nel 2009.

Il 14 novembre 1991 Sihanouk fece rientro a Phnom Penh, seguito il 27 novembre dal leader degli Khmer Rossi Khieu Samphan: l'arrivo di quest'ultimo fu accolto con un'esplosione di ostilità da parte dei cambogiani, e una folla inferocita assalì prima la sua auto e poi l'ufficio dove si era rifugiato, obbligandolo a ritornare rapidamente all'aeroporto per lasciare precipitosamente la Cambogia. Nel giugno del 1991, pochi mesi dopo l'arrivo in Cambogia dei caschi blu della UNTAC, gli Khmer Rossi annunciarono che non si sarebbero presentati alle imminenti elezioni e che non avrebbero consegnato le armi così come gli accordi di Parigi prevedevano; inoltre, per impedire che potessero partecipare alle elezioni, le comunità della minoranza vietnamita in Cambogia furono fatte oggetto di ripetuti attacchi, obbligando molti dei suoi componenti a lasciare il paese.
Sul finire del 1992 gli Khmer Rossi tentarono di stabilire un loro caposaldo nella zona di Kampong Thom, nel centro del paese, e iniziarono a lanciare sporadici attacchi contro le pattuglie della UNTAC, ma questo tuttavia non impedì che il 28 maggio 1993 si svolgessero le previste elezioni, cui parteciparono 4 milioni di cambogiani (il 90% degli aventi diritto): il Funcinpec di Sihanouk ottenne la maggioranza relativa con il 45,47% dei consensi mentre il Partito Popolare Cambogiano ottenne il 38,23%; Hun Sen si rifiutò di riconoscere la sconfitta elettorale e arrivò al punto di minacciare la secessione delle regioni orientali, da dove era arrivata la maggioranza dei voti del PPC, ma fu infine raggiunto un accordo per costituire un governo di coalizione con il Funcinpec sotto la guida del figlio di Sihanouk, Norodom Ranariddh. Il 23 settembre 1993 l'assemblea costituente cambogiana approvò la nuova costituzione della nazione: la Cambogia divenne una monarchia costituzionale e Norodom Sihanouk tornò sul trono.
Benché isolati e impopolari, gli Khmer Rossi continuarono ad opporsi con le armi al nuovo governo cambogiano; l'11 luglio Khieu Samphan proclamò la formazione di un "Governo provvisorio di salvezza nazionale e dell'unione nazionale della Cambogia" (GPSNUNC) a Pailin nelle regioni occidentali e nella provincia di Preah Vihear nel nord, ma ciò non gli fruttò alcun appoggio internazionale; l'ala dura degli Khmer Rossi, sempre capitanati da Pol Pot, tentò in tutti i modi di portare avanti la lotta, ma a partire dal 1996 il movimento andò incontro a un lento declino e a sempre più frequenti defezioni anche tra i suoi membri di spicco. Il 19 giugno 1997 Pol Pot e Khieu Samphan furono fatti prigionieri dal capo khmer rosso Ta Mok, favorevole alla linea della trattativa con il governo di Phnom Penh; il 16 aprile 1998 Ta Mok diede la notizia della morte di Pol Pot, indicata come causata da un infarto sebbene nessuna analisi fu effettuata sul cadavere, subito cremato. Gli ultimi Khmer Rossi ancora alle armi, capitanati da Ta Mok, furono catturati dai governativi il 6 marzo 1999; diversi tra gli esponenti di spicco del movimento, tra cui Khieu Samphan (arresosi già nel 1998), comparvero poi davanti al Tribunale speciale della Cambogia per rispondere dei crimini commessi nell'epoca della Kampuchea Democratica.

### Il Vietnam dopo la guerra

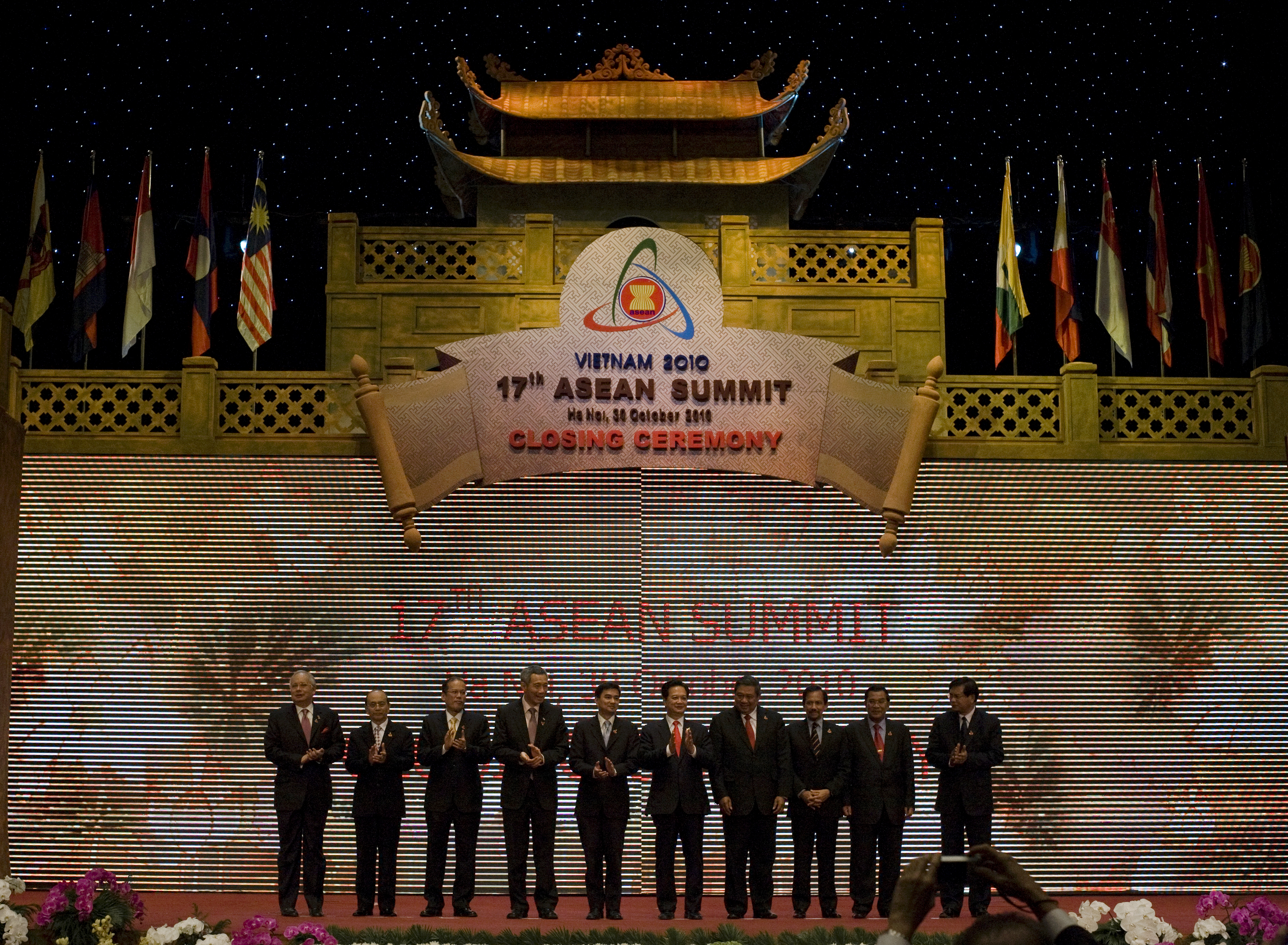
I leader dei paesi dell'ASEAN durante il 17º vertice dell'organizzazione, svoltosi ad Hanoi.

La guerra cambogiano-vietnamita costò al Vietnam, per il periodo compreso tra l'invasione del 1978 e la ritirata del 1989, circa 15 000 morti e 30 000 feriti; il conflitto segnò un punto di passaggio per l'esercito vietnamita: nato come forza guerrigliera impegnata a lottare per l'indipendenza e l'unità nazionale contro potenze straniere, divenne poi una forza regolare incaricata di invadere una nazione estera e di reprimere un locale movimento insurrezionale; paradossalmente, molti dei problemi che l'EPV si trovò ad affrontare in Cambogia come la repressione di un movimento guerrigliero elusivo, appoggiato dalla popolazione e favorito dal terreno impervio, la presenza di campi base e "santuari" della guerriglia posti nelle vicinanze di un confine con uno Stato terzo e la difficoltà a gestire il passaggio della conduzione delle operazioni a degli alleati locali scarsamente motivati, rispecchiarono le analoghe situazioni vissute dagli statunitensi durante la guerra del Vietnam.
L'occupazione della Cambogia segnò profondamente la politica estera del Vietnam: la condanna mondiale dell'invasione del 1978 spinse il governo vietnamita in un lungo isolamento internazionale, proprio mentre l'appoggio delle nazioni occidentali si dimostrava importante per ricostruire il paese dopo i convulsi eventi della riunificazione nazionale; la prolungata presenza delle truppe vietnamite in Cambogia rappresentò per lungo tempo un ostacolo insormontabile alla normalizzazione dei rapporti di Hanoi con Cina, Stati Uniti e i paesi dell'ASEAN. Il declino dell'Unione Sovietica, pilastro dell'economia nazionale grazie ai suoi generosi aiuti, obbligò i vertici di Hanoi a tentare di riparare le relazioni diplomatiche con gli Stati vicini come parte di un grande sforzo per ringiovanire lo stagnate sistema economico vietnamita: nel dicembre del 1986, durante il 6º Congresso nazionale del Partito Comunista del Vietnam, la dirigenza di Hanoi diede una decisa sterzata alla sua politica estera ed economica abbandonando i riferimenti ostili ai suoi vicini cinesi, con cui la tensione sul piano militare rimaneva altissima, e adottando la cosiddetta politica del "Doi Moi" ("rinnovamento"), ideata dal nuovo segretario Nguyễn Văn Linh per introdurre in Vietnam un sistema di economia di mercato ma a orientamento socialista.
Quando, nell'agosto del 1990, i negoziati per un trattato di pace sulla Cambogia sembrarono essere arrivati a un punto di svolta, Cina e Vietnam iniziarono seri passi per un riavvicinamento diplomatico: nel settembre del 1990 il primo ministro vietnamita Đỗ Mười e altri esponenti di spicco della leadership di Hanoi si recarono a Chengdu per un incontro riservato con il premier cinese Li Peng e il segretario del partito Jiang Zemin, mentre il famoso generale vietnamita Vo Nguyen Giap intraprendeva un lungo viaggio per la Cina come forma di ringraziamento per il passato sostegno cinese alla lotta per l'indipendenza vietnamita. I vietnamiti erano riluttanti a rinunciare al loro regime cliente istituito a Phnom Penh, ma quando l'accordo di pace tra le fazioni cambogiane fu infine raggiunto ogni remora fu abbandonata e i rapporti con la Cina ulteriormente rafforzati: nel novembre del 1991 il nuovo primo ministro vietnamita Võ Văn Kiệt si recò in visita ufficiale a Pechino, riallacciando formalmente le relazioni diplomatiche tra le due nazioni.
La fine del conflitto cambogiano segnò anche la fine del boicottaggio e dell'embargo commerciale dei paesi dell'ASEAN nei confronti del Vietnam. Nel gennaio del 1990 il primo ministro thailandese Chatichai Choonhavan sostenne per la prima volta pubblicamente la candidatura del Vietnam e delle altre nazioni dell'ex Indocina all'ingresso nell'ASEAN; nel periodo tra il 1991 e il 1994 Hanoi instaurò normali relazioni diplomatiche con i suoi vicini del sud-est asiatico, che si tradussero in notevoli benefici per l'economia nazionale e lo sviluppo pacifico nell'era post-Guerra fredda, fino al culmine rappresentato il 28 luglio 1995 dalla formale adesione del Vietnam all'ASEAN e dalla riapertura, per la prima volta dal 1975, dell'ambasciata statunitense nel paese.

### In italiano
- Francesco Montessoro, Le guerre del Vietnam, Giunti, 2004, ISBN 88-09-03468-6.
- Piergiorgio Pescali, Indocina, Bologna, Emil, 2010, ISBN 978-88-96026-42-7.
- Gordon Rottman, L'esercito del Vietnam del Nord e i vietcong, Edizioni del Prado/Osprey Publishing, 1999, ISBN 84-8372-074-4.

### In inglese
- William Broyle, Brothers in Arms: A Journey from War to Piece, Austin, First University of Texas Press, 1996, ISBN 0-292-70849-1.
- Justin Corfield, The History of Cambodia, Santa Barbara, ABC CLIO, 2009, ISBN 978-0-313-35722-0.
- Yong Deng, Fei-Ling Wang, In the Eyes of the Dragon: China Views the World, Oxford, Rowman & Littlefield Publishers, 1998, ISBN 0-8476-9336-8.
- Epsey C. Farrell, The Socialist Republic of Vietnam and the Law of the Sea: An Analysis of Vietnamese Behaviour within the Emerging International Oceans Regime, The Hague, Kluwer Law International, 1998, ISBN 90-411-0473-9.
- Frank Froster, Vietnam's Foreign Relations: Dynamics of Change, Singapore, Institute of Southeast Asian Studies, 1993, ISBN 981-3016-65-5.
- Karl D. Jackson, Cambodia, 1975–1978: Rendezvous with Death, Princeton, Princeton UP, 1989, ISBN 978-0-691-07807-6.
- Nicholas Khoo, Collateral Damage: Sino-Soviet Rivalry and the Termination of the Sino-Vietnamese Alliance, New York, Columbia University Press, 2011, ISBN 978-0-231-15078-1.
- V. Largo,, Vietnam: Current Issues and Historical Background, New York, Nova Science Publishders, 2004, ISBN 1-59033-368-3.
- Marie A. Martin, Cambodia: A Shattered Society, Berkeley, California University Press, 1994, ISBN 978-0-520-07052-3.
- James W. Morley; M. Nishihara, Vietnam Joins the World, New York, M.E. Sharp, 1997, ISBN 1-56324-975-8.
- Stephen J. Morris, Why Vietnam invaded Cambodia: political culture and causes of war, Chicago, Stanford University Press, 1999, ISBN 978-0-8047-3049-5.
- Edward C. O'Dowd, Chinese military strategy in the third Indochina war: the last Maoist war, Abingdon, Routledge, 2007, ISBN 978-0-203-08896-8.
- Carlyle Thayer, The Vietnam People’s Army under Doi Moi, Singapore, Institute of Southeast Asian Studies, 1994, ISBN 981-3016-80-9.
- Nguyen Thu-Huong, Khmer Viet Relations and the Third Indochina Conflict, Jefferson, McFarland, 1992, ISBN 978-0-89950-717-0.
- D. R. SarDesai, Vietnam, Past and Present, Boulder, Westview, 1998, ISBN 978-0-8133-4308-2.
- Masaya Shiraishi, Japanese relations with Vietnam, 1951-1987, Itheca, Cornell University Southeast Asian Program, 1990, ISBN 0-87727-122-4.